# Culture de la Grèce
 (juin 2020).

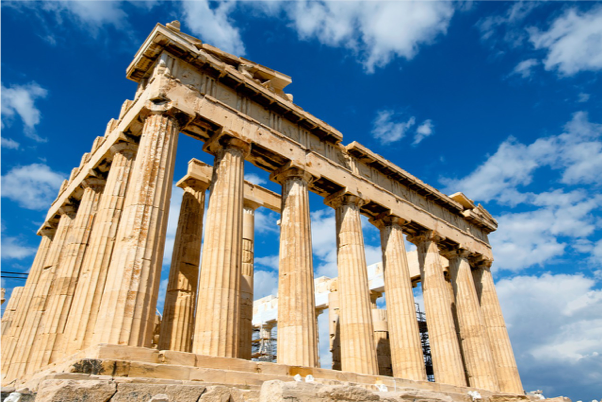
Le Parthénon, l'un des plus forts symboles de la culture grecque, devenu in fine celui de la civilisation occidentale.

La culture de la Grèce, pays d'Europe du Sud-Est, est l'ensemble des pratiques culturelles et des traditions qui composent la société hellénique et les habitants de la Grèce. Son patrimoine culturel est le fruit d'héritages historiques différents (Antiquité, période byzantine, Grèce ottomane et période contemporaine) qui façonnent aujourd'hui la culture hellénique. Étant donné sa situation géographique particulière, à la fois européenne, méridionale, balkanique et levantine, la culture hellénique est particulièrement riche et variée, témoignage de son Histoire prolifique.
La Grèce est l'une des plus anciennes civilisations du monde, avec les civilisations sumérienne, égyptienne et chinoise. La Grèce archaïque émerge au XIIe siècle avant notre ère avec la civilisation mycénienne. La culture hellénique prend véritablement son essor à partir du VIIIe siècle avant notre ère avec la fondation d'Athènes par le mythique Thésée, l'invention de la démocratie[Information douteuse], la construction du temple d'Apollon à Delphes, la rédaction de l’Iliade et de l'Odyssée par Homère ainsi que le début du processus de colonisation grecque en Méditerranée et en mer Noire. Les grecs anciens ont légué à l'Europe un bagage culturel colossal, qui façonne aujourd'hui l'identité occidentale : géographie (Anaximandre, Ptolémée, Strabon), scientifique et mathématique (Euclide, Hypatie, Archimède), littéraire (Homère, Sappho, Érinna), linguistique (influence du grec sur le français, l'anglais ou l'espagnol), historique (Thucydide, Hérodote, Xénophon) et philosophique (Socrate, Platon, Aristote). La culture hellénique a considérablement façonné la construction de la civilisation romaine : les Romains firent d'Énée, un personnage de la mythologie grecque, le fondateur de Rome. Les élites romaines, à l'image de Cicéron, Marc Aurèle ou Hadrien, s'imprégnèrent de la culture grecque et furent d'ailleurs les premiers philhellènes — qui désigne un sentiment d'admiration et de fascination pour ce qui est grec. Cette culture antique est par la suite complétée par des influences extérieures, ottomanes, latines et slaves notamment.
De nombreux musées (musée de l'Acropole, musée Benaki, musée d'Histoire Nationale), des collections exposées à l'étranger (au Louvre avec la Victoire de Samothrace), des institutions politiques nationales (Bibliothèque Nationale de Grèce), ainsi que l'émergence du tourisme participent à la diffusion de la culture hellénique à travers le monde.

## Caractéristiques générales

### Une culture influente
La Grèce a une culture riche et historiquement très ancienne. C'est la première culture d'Europe et d'Occident et l'une des premières du monde. C'est un foyer intellectuel prééminent qui se distingue dans les domaines de la littérature (poésie avec Sappho, épopée avec Homère), de la philosophie (épicurisme, aristotélisme, stoïcisme), des sciences (théorèmes de Pythagore et de Thalès en mathématiques, poussée d'Archimède en physiques), de l'architecture (Parthénon d'Athènes) et de la politique (invention de la démocratie au VIe siècle av. J.-C.). La colonisation grecque, amorcée à partir du VIIIe avant notre ère, participe à diffuser ce modèle à travers tout le bassin méditerranéen, en Mer Noire, dans le monde levantin et en Afrique du Nord.
Les navigateurs grecs ont étendu leur influence sur tout le pourtour du bassin méditerranéen : fondation de Byzance et d'Antioche en Asie Mineure, d'Alexandrie en Égypte, de Leptis Magna et de Carthage en Tunisie, de Cyrène en Cyrénaïque, de Palerme en Sicile et de Phocée en Provence. En outre, ce processus s'étendit à la région du Pont-Euxin avec la fondation d'Apollonia en Thrace, Tyras près du Dniestr, Chéronèse et Théodosie en Crimée, Dioscurias dans le Caucase et Sinope en Anatolie. Avec l'épopée d'Alexandre le Grand, les frontières traditionnelles du monde grec sont étendues vers l'Orient jusqu'à la vallée de l'Indus. Durant cette période, plusieurs dizaines de villes sont fondées par l'empereur lui-même ou bien ses généraux — les diadoques : Alexandrette en Syrie, Alexandrie d'Arachosie en Afghanistan, Bucéphalie dans le Penjab.

### Langue
Les grecs parlent le grec moderne (τα ελληνικά), évolution du grec de l'Antiquité. C'est une langue indo-européenne possédant son propre alphabet influencé par le phénicien. Le grec est parlé par environ quinze millions de locuteurs, essentiellement en Grèce dont c'est la langue officielle, ainsi qu'à Chypre et par les membres de la diaspora grecque à l'étranger. Le grec est historiquement la langue des élites romaines philhellènes, des négociants grecs médiévaux ainsi que de l'Empire byzantin. Au XIXe siècle, un important débat linguistique quant à l'évolution de la langue grecque émerge en parallèle de la question de l'accès à l'indépendance. L'administration ottomane ainsi que Patriarcat œcuménique de Constantinople utilisaient le grec archaïsant (ou grec « purifié »). Cette langue constitue une langue « savante », employée aussi bien par laïcs que les cléricaux qui était employée dans la liturgie orthodoxe et dans les domaines du savoir concernant la théologie et la philosophie. Au-delà de l’administration et de l’usage officiel, la langue employée couramment par les Grecs est le grec démotique. Cette variante est beaucoup plus permissive aux emprunts linguistiques étrangers que ne l'est le grec archaïsant. Le grec démotique s'est finalement imposé, après une longue période de polémique aux XIXe et XXe siècles, comme la langue officielle.

### Population
Les habitants de la Grèce sont appelés « Grecs » en français et « Hellènes » (Έλληνες) en grec moderne. L'étymologie n'est pas certaine : il s'agirait probablement d'une des peuplades habitant la Grèce durant l'Antiquité. Le terme est attesté au VIe siècle av. J.-C. par le poète Échembrote et repris par Aristote. Durant la période romaine puis le Moyen Âge, les Grecs s'appellent « Romaoi » (Ῥωμαῖοι), c'est-à-dire « Romains ». En effet, ces derniers habitaient dans l'Empire Romain d'Orient et se considéraient ainsi dans la continuité de l'héritage de Rome. Ce n'est qu'au XVIe siècle que l'historien allemand Hieronymus Wolf introduit le terme de « Byzantins » pour les désigner, bien que ces derniers n'eurent jamais revendiqué un tel nom. Ce choix toponymique est pleinement politique, puisqu'ils s'agissait alors pour les intellectuels occidentaux de distinguer une Europe catholique d'une Grèce orthodoxe schismatique - et donc in extenso hérétique. Tout au long du XVIIIe siècle et de l'éveil politique grec, cette question de l'identité et de sa définition fut réintroduite par des intellectuels comme Rigas Feraïos ou Adamántios Koraïs. La définition d'alors se basait sur les critères linguistiques et religieux (parler le grec et être orthodoxe). Cette définition considérait donc comme grecques non seulement les populations qui vivent dans la péninsule grecque (Péloponnèse, Thessalie, Attique, Épire, Macédoine orientale) et dans les îles Égéennes (Cyclades), mais les habitants du Dodécanèse, de Crète, des îles Ioniennes, de Chypre, de Thrace, de toute la Macédoine et d'Asie mineure. Ces régions sont en effet historiquement hellénophones, mais furent conquises durant le Moyen Âge par des populations slaves en Macédoine et turques en Anatolie. Ainsi, la culture grecque ne se réduit donc pas uniquement à la Grèce en tant que pays, mais à la société grecque dans son intégralité (de Corfou à Constantinople, en passant par Nicosie, Héraklion et Thessalonique).
Le gouvernement hellénique ne reconnaît pas les statistiques ethniques : sont donc considérés, aux yeux de la loi, comme grecs tous ceux qui vivent légalement en Grèce. Il existe des minorités reconnues : Albanais (443 000, < 5 %) ; Roms de Grèce (160 000-250 000, < 2 %) ; Valaques ou Aroumains (100 000-150 000, < 2 %) ; Arvanites (95 000, < 1 %) ; Turks in Greece (en) (90 000, < 1 %) ; Pomaks (35 000, < 0.35 %) ; Macédoniens (peuple slave) (10 000-30 000, < 0.25 %).

### Religion
La société grecque est une société marquée par la présence des rites et des traditions religieuses orthodoxes. Cette diffusion de l'orthodoxie remonte à l'Empire Byzantin, qui a laissé à la société hellénique un patrimoine religieux important : monastères du Mont-Athos, église Saint-Demetrios de Thessalonique. L'Église a joué un rôle de premier plan durant la guerre d'indépendance de la Grèce au XIXe siècle : c'est l'archevêque de Patras lui-même qui aurait exhorté les Grecs à se soulever contre les Ottomans. La Constitution hellénique dispose la non-séparation de l'Église et de l'État.
Le monde politique s'articule donc autour de l'influence religieuse. Les responsables politiques prêtent serment sur la Bible devant les ministres du culte orthodoxes. Cependant, le Premier Ministre grec Aléxis Tsípras (2015 - 2019) fut le seul à observer une prestation de serment laïque. L'orthodoxie est la religion majoritaire et préférentielle, mais la Constitution établit de la liberté de culte.
Les Grecs sont majoritairement orthodoxes, puisqu'ils représentent près de 90 % de la population. L'Église orthodoxe de Grèce est une institution très populaire en Grèce, une popularité en majeure partie due à l'importance de l'Empire byzantin dans l'Histoire du pays, mais aussi par pour son rôle lors de la guerre d'indépendance. En 1821, la guerre d’indépendance grecque commence symboliquement le 25 mars 1821, jour de l'Annonciation — et depuis lors, fête nationale du pays. La majeure partie des Grecs se rendent à l'église au moins une fois par mois, et la fête de Pâques revêt une importance particulière. Les églises grecques parsèment les villes et les villages de Grèce et sont d'une grande variété de styles, des vieilles églises byzantines aux églises plus modernes. Le rôle de l'Église dans la société et dans la culture grecque en général est prééminent : l’article 3 de la Constitution proclame que « la religion dominante en Grèce est celle de l’Église orthodoxe orientale du Christ. » Les Grecs ont un ministère de l’Éducation et des Affaires religieuses. L'orthodoxie est un point de repère dans la société grecque parce que la religion fut, durant la période ottomane, un élément d'identité très fort.
Il existe cependant une communauté musulmane (4,7 % de la population), héritage de la présence ottomane en Grèce mais aussi de l'immigration récente (principalement albanaise). Cette communauté se concentre essentiellement en Macédoine orientale et en Thrace (Komotiní et Alexandroúpoli, entre autres). En outre, la communauté juive est historiquement implantée dans le pays. Les premières communautés juives s’y installent vers le IIIe siècle av. J.-C. À la fin du XVe siècle, les séfarades, expulsés d’Espagne et du Portugal s'installent en Grèce, principalement à Salonique. Au début du XXe siècle, 80% de la population de la ville est de confession juive. Les Juifs jouent un rôle politique influent dans la vie politique nationale : en 1918, c'est un juif gréco-espagnol, Abraham Benaroya, qui fonde le Parti communiste grec. Cette communauté est la principale visée par la politique d'extermination menée par le Troisième Reich durant l'occupation de la Grèce durant la Seconde Guerre mondiale. Il y avait 75 000 Juifs en Grèce à la veille du second conflit mondial. Ils ne sont plus aujourd’hui que 5 000.

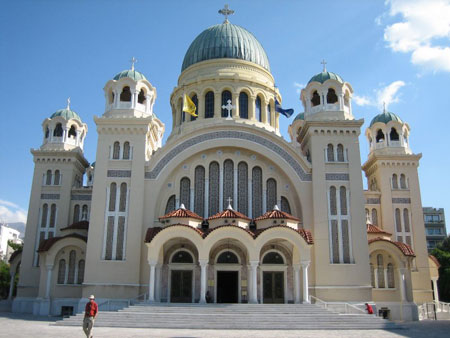
Basilique Saint-André l'Apôtre, Patras.
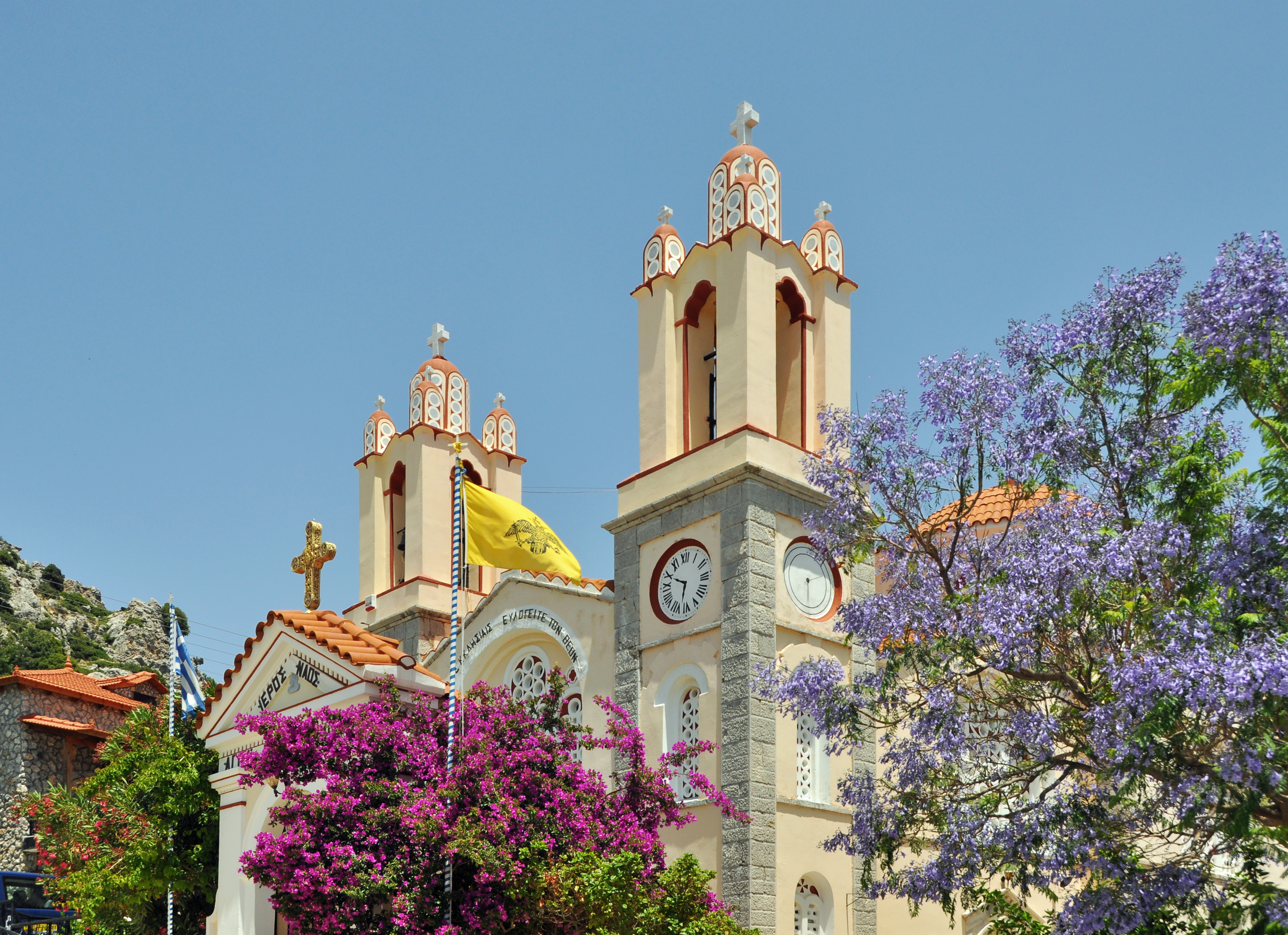
Cathédrale de Rhodes.
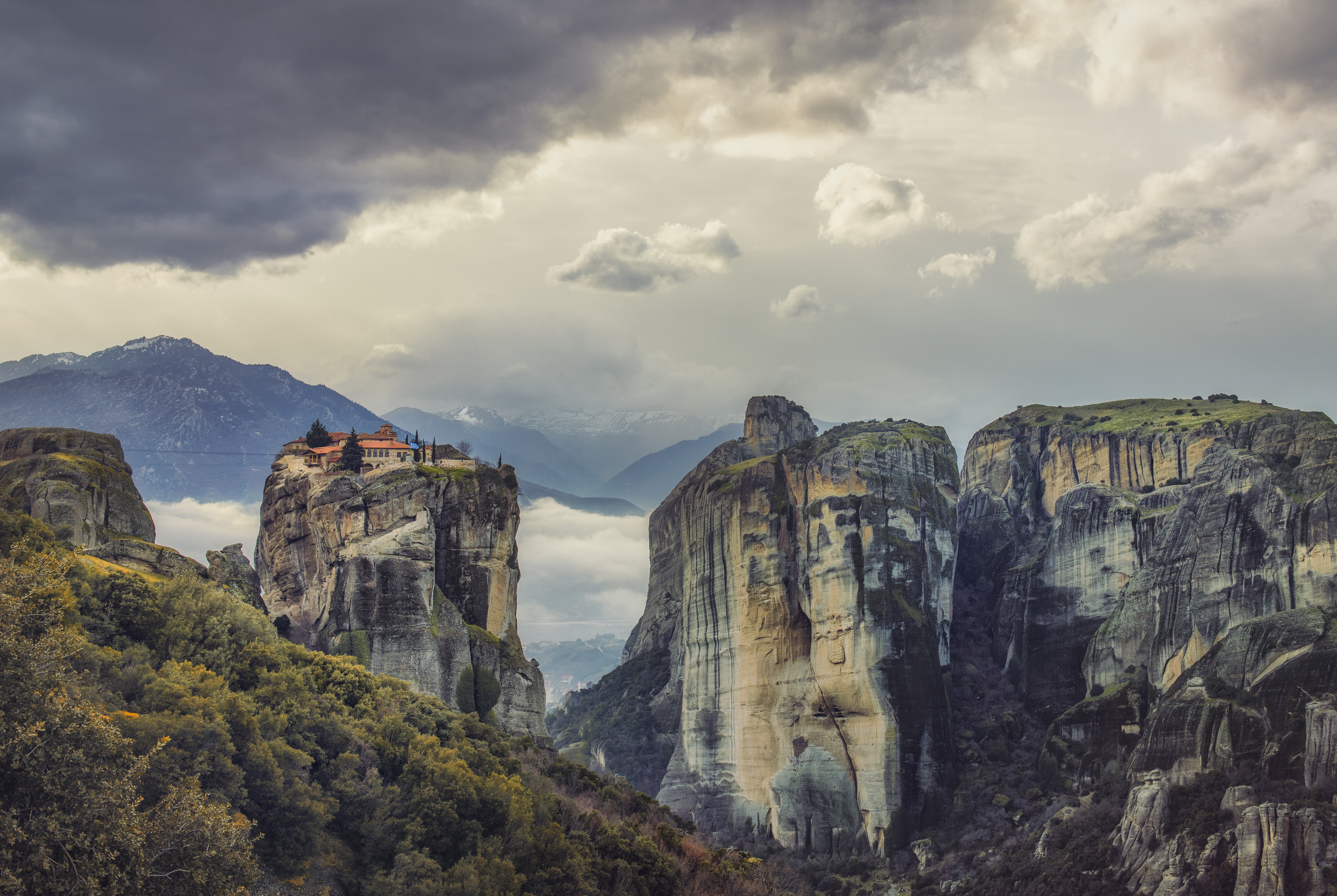
Le monastère de Météores, en Thessalie.

## Politique culturelle du gouvernement

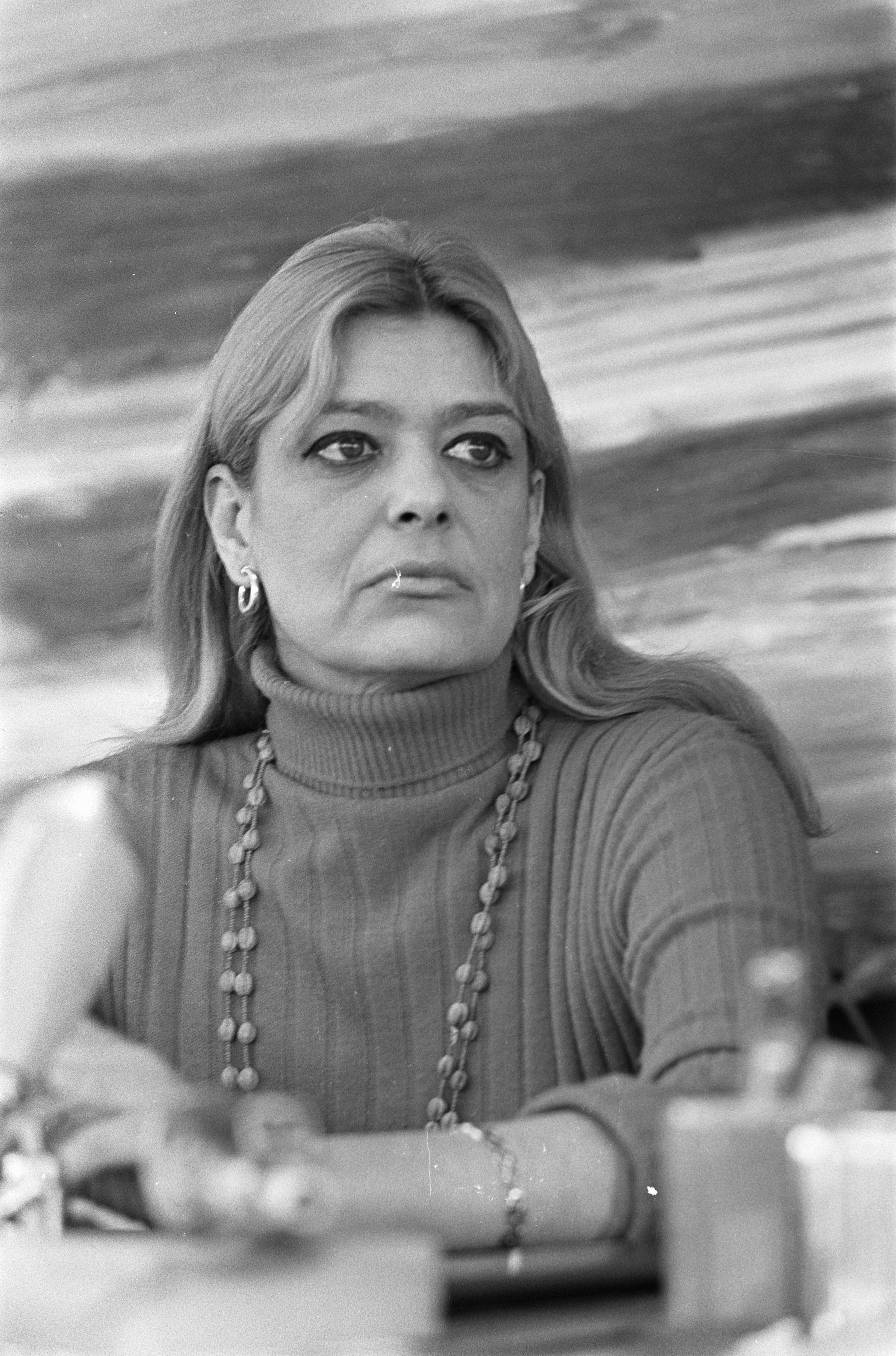
Melina Mercouri œuvra considérablement pour la diffusion de la culture hellénique.

Le premier acte officiel de la protection du patrimoine culturel est adopté par le gouvernement provisoire, en 1827. Le royaume de Grèce promulgue en 1834 une loi relative aux antiquités et aux fouilles archéologiques, qui s'étaient faites jusqu'alors de manière chaotique et désordonnée durant la période ottomane avec notamment le vol des marbres du Parthénon par Lord Elgin en 1803. Des musées nationaux d'archéologie sont fondées à Athènes : musée d'Archéologie, musée de l'Acropole. Un théâtre national fut fondé en 1880, en même temps qu'un conservatoire. Dans la première partie du XXe siècle, l'État ne mène pas de véritable politique de protection du patrimoine, eu égard aux difficultés politiques et économiques de l'époque.
Lles affaires culturelles helléniques ont été défendues par Melina Mercouri dans les années 1980. Elle fut ministre de la culture de 1981 à 1989, puis de 1993 jusqu'à sa mort. Elle s'est battue notamment, mais malheureusement sans succès, pour le retour des frises du Parthénon exposées au British Museum. Dans le cadre du Conseil européen, elle crée, en 1985, le concept des capitales européennes de la culture. Conçue pour « contribuer au rapprochement des peuples européens », son idée était de désigner deux villes par an pour accueillir le théâtre de manifestations artistiques et mettre à l'honneur leur patrimoine historique et culturel.

## Éducation
La culture grecque se diffuse grâce à l'enseignement et la scolarisation obligatoire tous les enfants du pays, supervisée conjointement par le ministère de l'Éducation et des Religions et le ministère de la Culture. Les universités jouent un rôle influent dans la diffusion de cette culture, diffusion renforcée avec les partenariats européens Erasmus. Les universités les plus importantes sont celles d'Athènes, de Thessalonique et de Patras.
Plusieurs institutions existent pour préserver la langue grecque et encourager sa diffusion :
- Archives générales de l'État
- Bibliothèque nationale de Grèce
- Fondation hellénique pour la culture
- Académie d'Athènes
- Centre pour la langue grecque

## Tradition culinaire
La Grèce a une tradition culinaire ancienne qui remonte à plusieurs millénaires. Au fil des siècles, la cuisine grecque a évolué et a intégré de nombreuses influences qui sont devenues ses propres composantes. Elle est classée au patrimoine culturel immatériel de l'humanité, par l'UNESCO.
La cuisine hellénique se distingue par ses grandes traditions culinaires marquées par le climat méditerranéen : fromages, vins, olives, agneau et légumes frais. Le pain pita constitue également un aliment de base de la cuisine hellénique et se retrouve dans la composition du traditionnel sandwich grec du gyros. La cuisine grecque utilise un grand nombre d'arômes, plus que d'autres cuisines méditerranéennes : à savoir, l'origan, la menthe, l'ail, l'oignon, l'aneth et les feuilles de laurier. Parmi les autres herbes et épices courantes, on trouve le basilic, le thym et les graines de fenouil. Le persil est également utilisé comme garniture sur certains plats. La cuisine traditionnelle grecque varie selon les régions. Les habitants des différentes régions du pays, ajoutent leur propre touche en se basant sur leurs produits régionaux. De plus, les conditions locales jouent un rôle, comme la richesse naturelle de chaque région, le climat ou bien les influences subies par chaque région par d’autres peuples et d’autres traditions. Ainsi, les Crétois sont réputés pour leur régime méditerranéen sain. De nombreuses recettes grecques, surtout dans les régions du nord du pays, utilisent des épices douces en combinaison avec la viande, par exemple la cannelle, le piment de la Jamaïque et le clou de girofle dans les ragoûts. Les influences mutuelles des cuisines de tous les peuples que comptèrent les empires byzantin puis ottoman sont largement visible dans certains plats comme le tzatzíki (yaourt au concombre et à l’ail), le souvláki (brochette de viande grillée). On retrouve l'influence vénitienne, plus particulièrement dans les îles Ioniennes, avec un goût prononcé pour les pâtes.

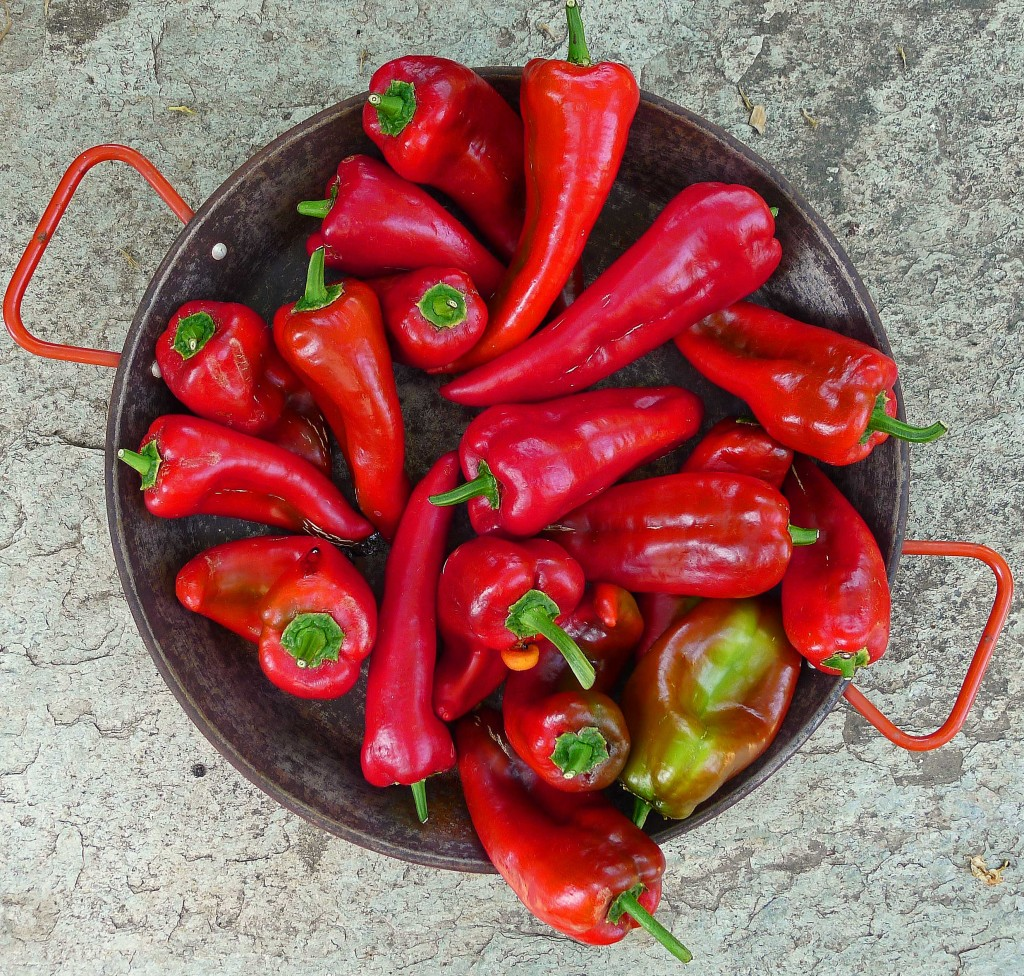
Piment de Florina, spécialité de Macédoine occidentale.
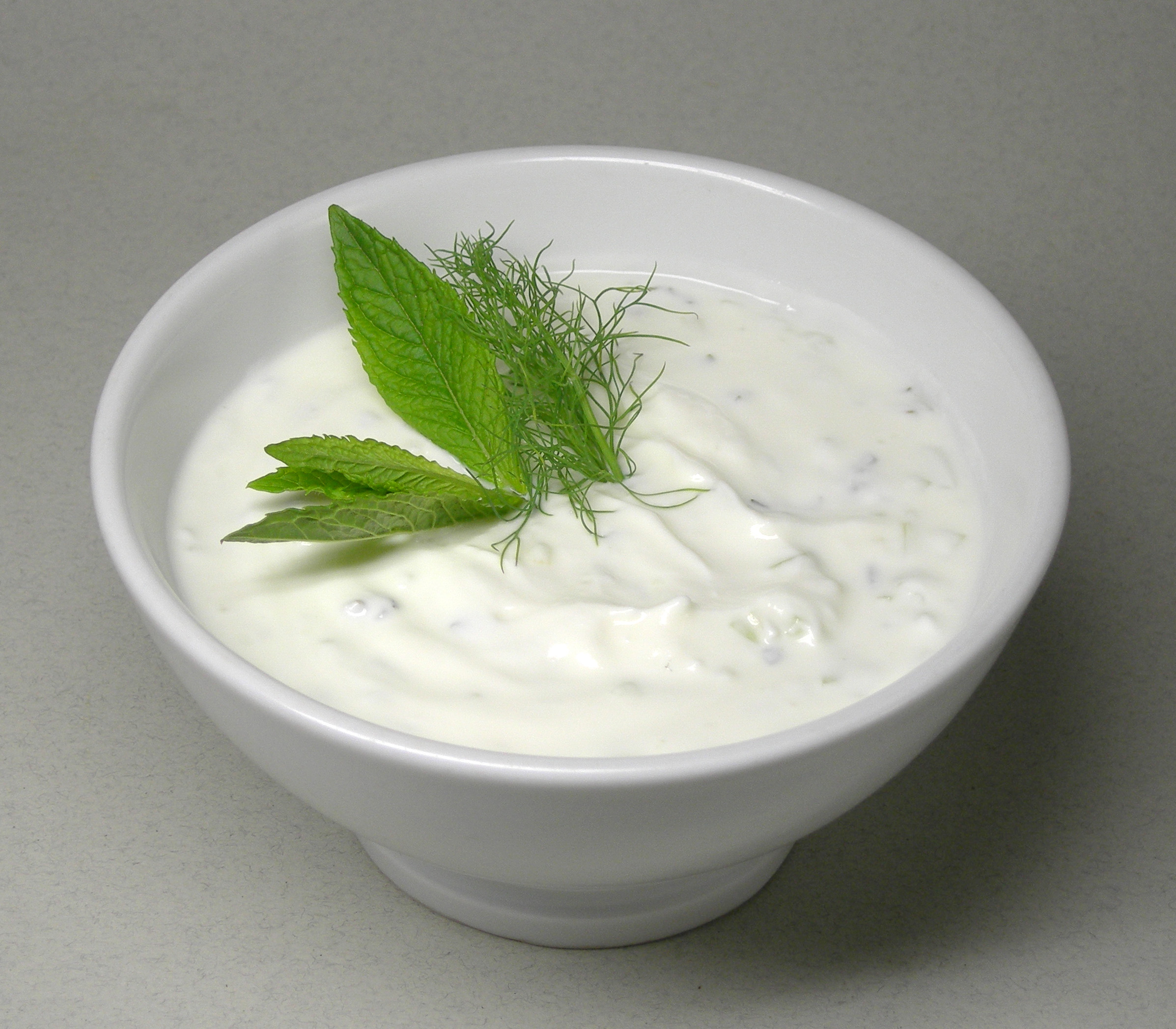
Tzatzíkí avec une feuille de menthe.
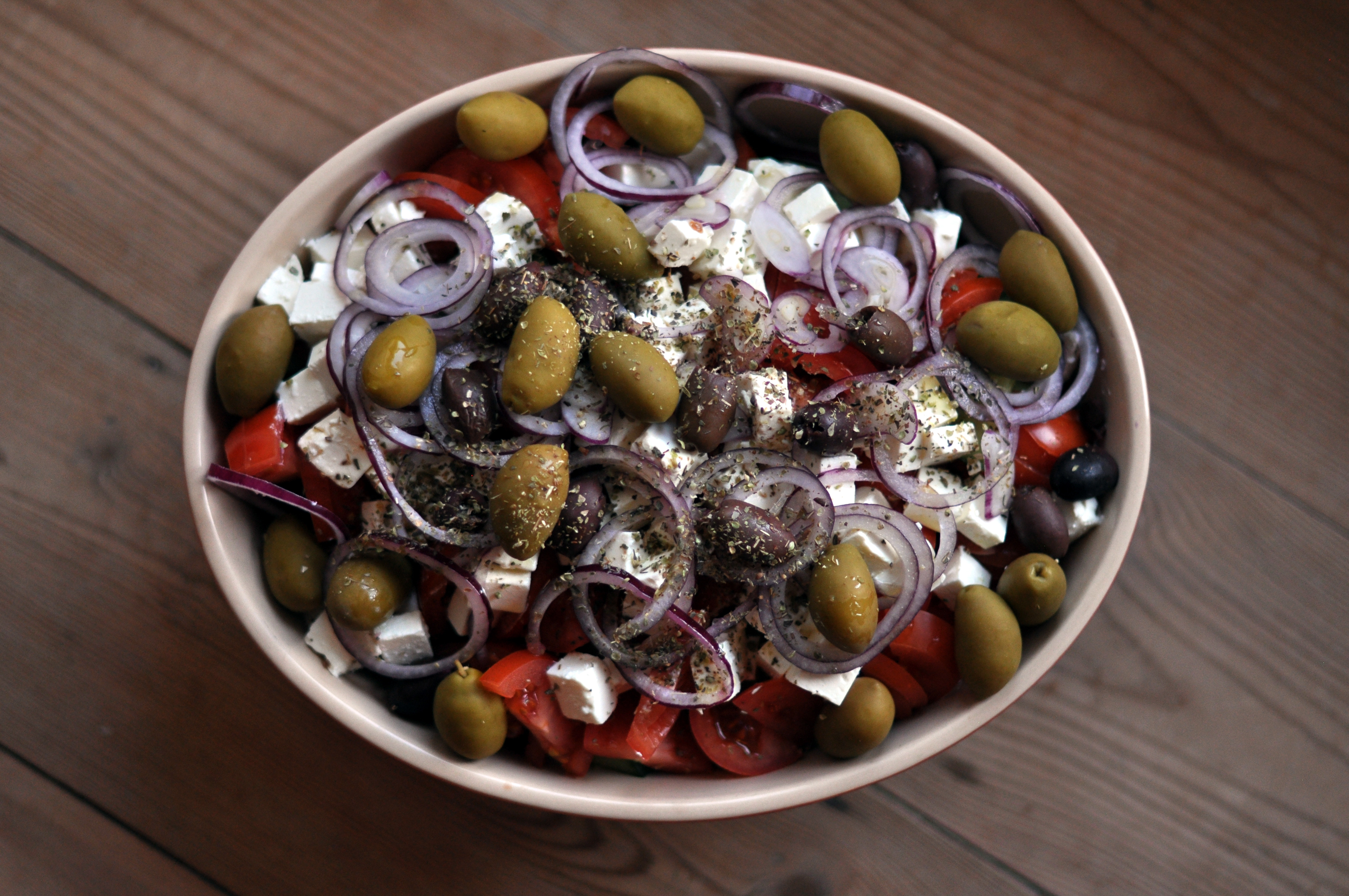
Une salade grecque, composante du régime méditerranéen.
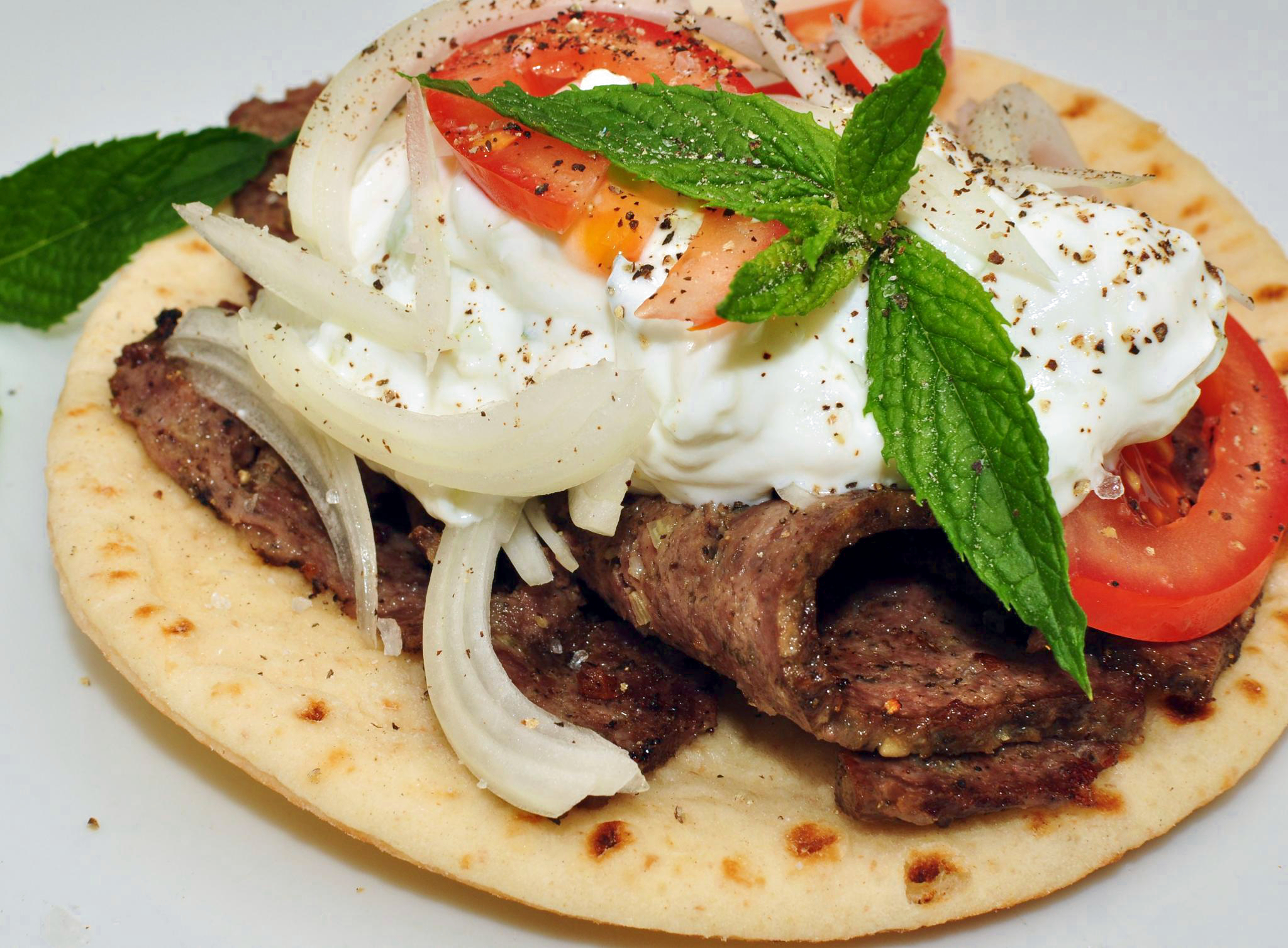
Le gyros est emblématique de la cuisine grecque.

## Symboles nationaux et culturels
- Drapeau de la Grèce
- Hymne à la Liberté

Pièce grecque de 1 euro avec la chouette d'Athéna.

Le soleil de Vergina — aussi appelé soleil panhellénique ou soleil des Argéades — n'est pas un symbole officiel mais un héritage historique d'Alexandre le Grand : ce fut le symbole du royaume antique de Macédoine. Le Soleil de Vergina est une étoile qui est généralement composée de seize branches. Il figure sur le logotype de la région grecque de Macédoine. Ce symbole fut découvert en 1977 par l'archéologue Manolis Andrónikos dans les tombes royales antiques de Vergina, mais se retrouve aussi sur des boucliers grecs anciens ainsi que sur des pièces de monnaie de l'époque. La question de l'ethnicité de ce symbole fit polémique dans les années 1990, lorsque la République de Macédoine, qui était jusqu'alors une région de la Yougoslavie, devint indépendante et se mit à revendiquer l'héritage antique macédonien. La République de Macédoine change son drapeau en 1995 et son nom en 2018, devenant ainsi « Macédoine du Nord » et renonçant définitivement à ses exigences culturelles,.

## Folklore

### Mythologie
La mythologie grecque émerge dès la période archaïque, au VIIIe siècle av. J.-C., avec la poésie d'Homère et la rédaction de l'Iliade et de l'Odyssée.
La mythologie grecque nous permet en outre de mieux comprendre l'irrédentisme hellénique du XIXe et XXe siècles : Chypre est considérée comme l'île de naissance d'Aphrodite et Artémis est née en Anatolie, ce qui permet in fine de justifier les revendications grecques sur ces territoires.

### Festivals et carnavals
Il existe dans le pays nombre de manifestations culturelles. Il existe en Grèce de nombreuses sortes de festivals qui se déroulent principalement en été, sur le continent et dans les îles. Ces festivals ont une base religieuse et suivent le calendrier orthodoxe.
Le carnaval en Grèce se nomme Apokriá (Αποκριά). Il commence trois semaines avant le carême, qui dure quarante jours avant la Pâques orthodoxe. Cette coutume, quoique complètement intégrée dans la tradition orthodoxe, tire ses racines de la Grèce antique. En effet, à cette période, on avait pour habitude de célébrer le passage de l’hiver au printemps en rendant hommage à Dionysos, dieu de la vigne et du vin, mais aussi des excès et de la fête. Certaines villes sont très réputées pour leur carnaval : Patras, Athènes Syros.
Le carnaval de Patras est justement le plus grand événement de ce type en Grèce et l'un des plus importants en Europe. Ce carnaval est d'origine purement vénitienne et n'a aucun rapport avec les coutumes de carnaval païen du reste du pays. Cet évènement a acquis une réputation prestigieuse grâce aux bals masqués organisés dans les demeures de la bourgeoisie locale. Le Lundi Pur (Καθαρά Δευτέρα) marque la fin du carnaval. Les Grecs mangent essentiellement durant cette période des olives, de la tapenade et des fruits de mers. Selon la coutume, les enfants se rassemblent pour faire voler des cerfs volants qu’ils lancent sur les points culminants des villes et des villages. Partout dans le pays, les familles se réunissent autour d’un repas ou d’un pique-nique avec du poisson et autres spécialités locales. Ils dégustent par exemple du pain appelé « lagana » qu’ils accompagnent de tarama.
Également, la Grèce est un pays où la tradition théâtrale joue un rôle historique : de nombreuses pièces de théâtre sont jouées à Athènes au théâtre d'Hérode Atticus ainsi que dans les théâtres anciens et modernes du pays à l'occasion du Festival d'Épidaure. Le cinéma est également présent et un festival international du film a lieu chaque année à Thessalonique. La ville organise le plus important festival du film en Grèce et d'Europe, en particulier pour les jeunes réalisateurs. En 1997, un musée consacré au septième art a été inauguré à l'occasion du festival.
Le folklore grec se caractérise aussi par un fort mysticisme. À l'instar des légendes de vampires et de créatures mystiques qui existent dans le monde balkanique (Dracula en Roumanie), les Grecs croyaient au vrykolakas, (βρυκόλακας).

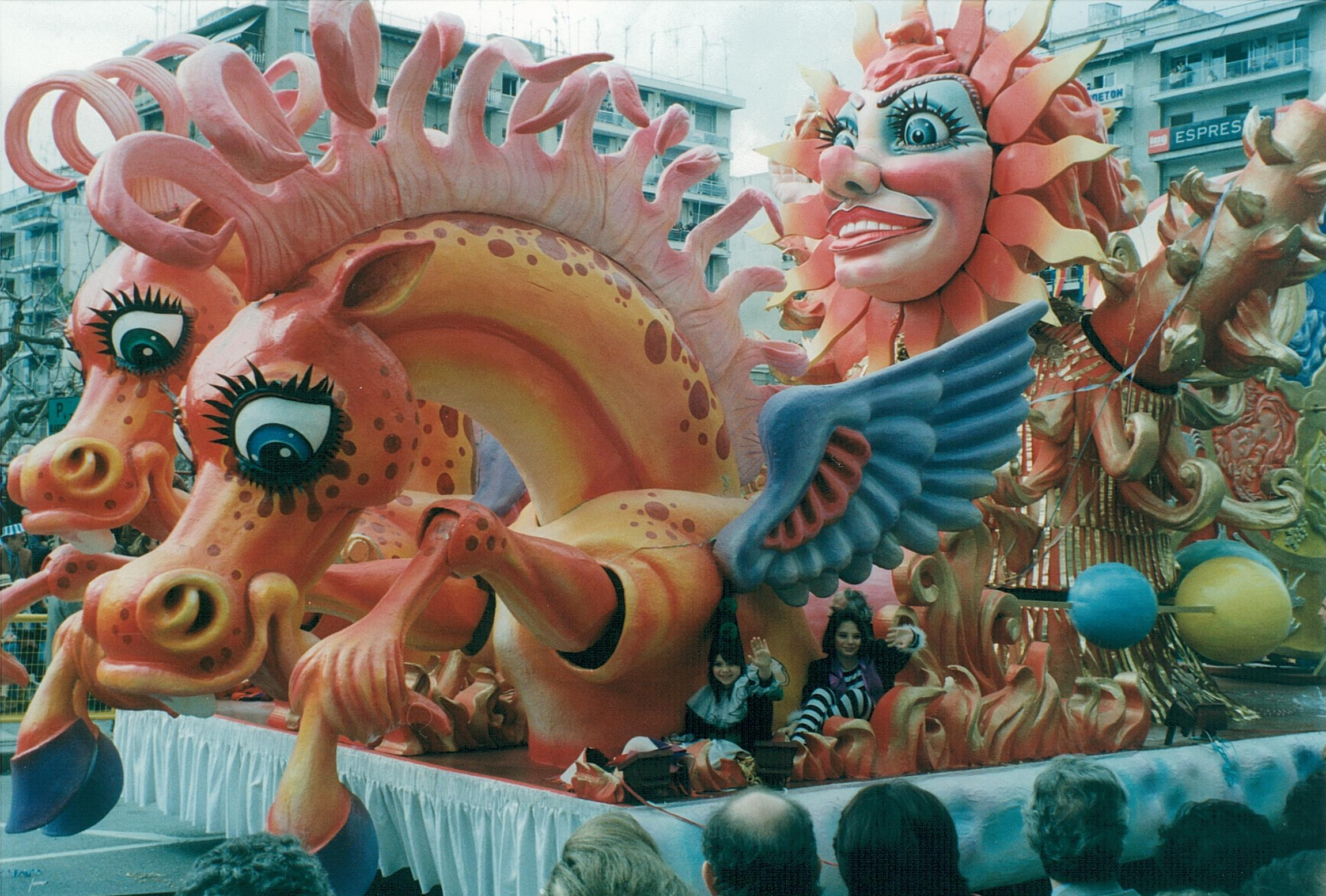
Carnaval de Patras.
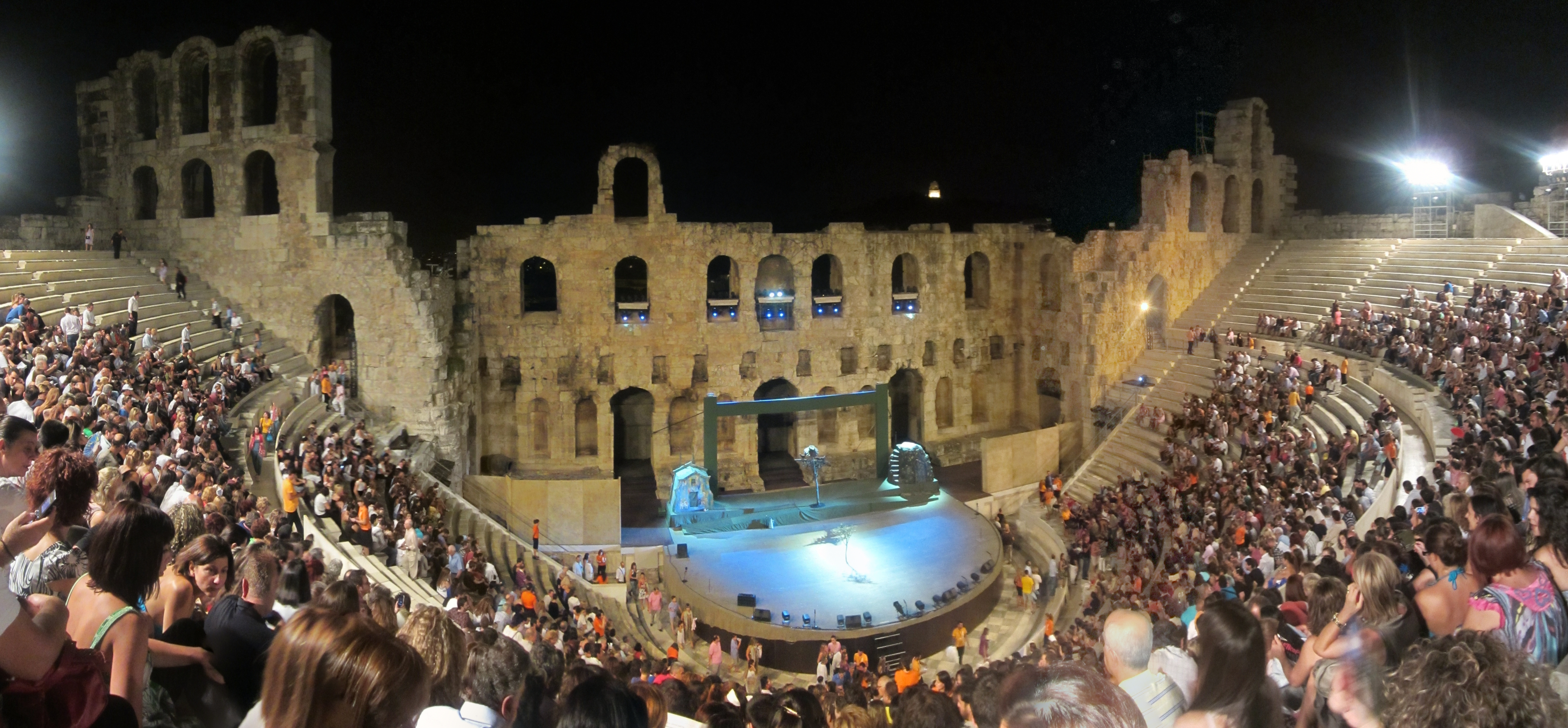
Festival d'Athènes au théâtre d'Hérode Atticus.
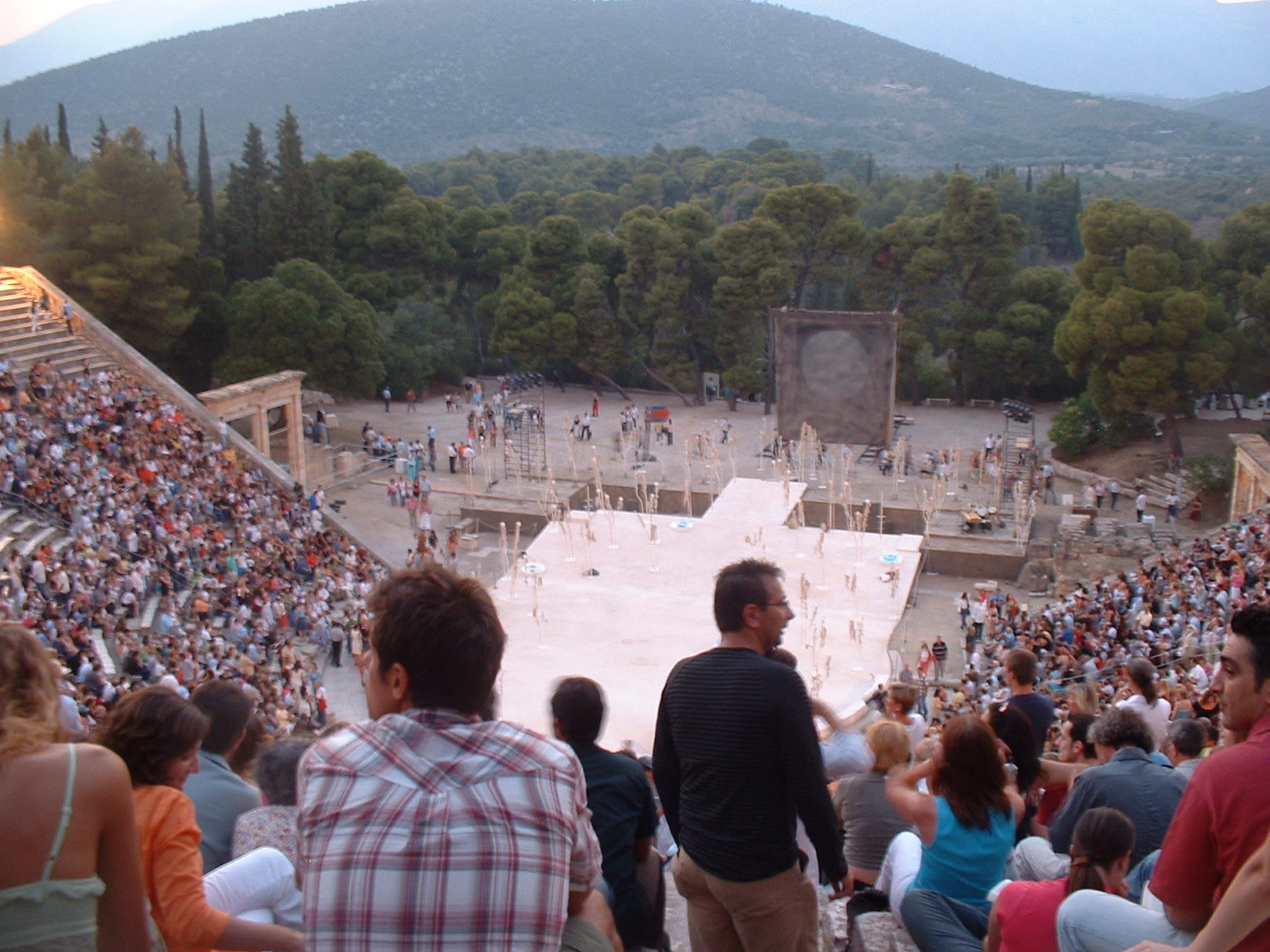
Théâtre d'Épidaure durant le Festival éponyme.

### Fêtes
| Date                                                             | Nom français                   | Nom local                 | Remarques |
| ---------------------------------------------------------------- | ------------------------------ | ------------------------- | --- |
| 1er janvier                                                      | Nouvel an                      | Πρωτοχρονιά               | |
|                                                                  | Théophanie (Baptême du Christ) | Θεοφάνεια                 | On jette la croix dans la mer et la rivière                                                                                                 |
| 15 mars (en 2021)                                                | Lundi Pur                      | Καθαρά Δευτέρα            | Début du Carême |
| 25 mars                                                          | Fête nationale Annonciation    | Ευαγγελισμός της Θεοτόκου | Commémoration de la révolution de 1821, instaurée en 1838                                                                                   |
| 30 avril (en 2021)                                               | Vendredi saint                 | Μεγάλη Παρασκευή          | Jour de tous les vivants |
| 2 mai (en 2021)                                                  | Pâques                         | Πάσχα                     | Date basée sur le calendrier julien |
| 3 mai (en 2021)                                                  | Lundi de Pâques                | Δευτέρα Διακαινησίμου     | |
| 1er mai                                                          | Fête du travail                | Πρωτομαγιά                | |
| Lundi suivant le septième dimanche après Pâques (8 juin en 2020) | Pentecôte orthodoxe            | Αγίου Πνεύματος           | |
| 15 août                                                          | Dormition                      | Κοίμηση της Θεοτόκου      | |
| 28 octobre                                                       | Fête nationale (Jour du Non)   | Επέτειος του Όχι          | Rejet de l’ultimatum de Mussolini et recul des troupes italiennes de 60 km en Albanie                                                       |
| 17 novembre                                                      |                                | Πολυτεχνείο               | Anniversaire de la révolte des étudiants de l’école polytechnique contre la junte militaire en 1973. Jour férié dans les écoles uniquement. |
| 25 décembre                                                      | Noël                           | Χριστούγεννα              | |

## Société

### Religion
- Religion en Grèce

### Place des femmes
La Constitution établit l'égalité des sexes devant la loi, conformément à l'article IV. Les Grecques disposent du droit de vote depuis 1930 pour les élections municipales et depuis 1952 pour les élections nationales.
L’emploi des femmes a progressé de 13,3 % entre 1993 et 1999 pour s’établir à 37, 4 % de la main-d’œuvre en 1999 tandis que le nombre de femmes dans le secteur informel non rémunéré a baissé de 7,2 %.  Le taux de mortalité infantile a diminué de plus de 60 % et le taux de mortalité maternelle de 25 % depuis 1982.  Tous les citoyens grecs ont accès au système de santé indépendamment de leur condition sociale : d'ailleurs, le taux de femmes affectées par le cancer est le plus faible de l’Union européenne.
L'intervention volontaire de grossesse est légalisée sans conditions en 2000.
Les Grecques représentent 60 % des étudiants dans les universités du pays. Dans l’institution judiciaire, 75 % des nouveaux venus sont des femmes, de même que dans le secteur des services. La proportion de femmes employées ayant fait des études supérieures, est plus élevée (37 %) que celles des hommes (34 %). Sur le plan politique néanmoins, le principe de parité n'est pas obligatoire dans la formation des cabinets ministériels, bien que des changements notables soient à noter : l'élection à la présidence de la République d'Ekateríni Sakellaropoúlou marque une évolution. Le poste de chef du gouvernement fut brièvement occupée par une femme, Vassilikí Thánou-Christophílou, entre juillet et septembre 2015.

### Droits homosexuels
Nonobstant la forte influence religieuse orthodoxe dans la société, les droits des individus homosexuels ont profondément évolué ces dernières années, en faisant de la Grèce un pays favorable aux communautés homosexuelles.
L'homosexualité est légale en Grèce depuis 1951, et des lois anti-discrimination dans le domaine de l'emploi ont été promulguées en 2005. Depuis lors, les lois anti discriminatoires ont été étendues à d'autres domaines liées l'identité sexuelle. L'opinion publique grecque sur l'homosexualité est généralement considérée comme culturellement libérale, les unions de même sexe étant légalement reconnues depuis 2015. La culture gay est très vivante dans la capitale athénienne, en particulier dans le quartier de Gazi, à Thessalonique et dans certaines îles grecques. La Grèce est l'une des destinations touristiques LGBT les plus populaires d'Europe et de nombreux établissements accueillant la communauté LGBT se trouvent sur des îles telles que Mykonos et Lesbos, connues dans le monde entier. Des marches des fiertés sont organisées chaque année à Athènes, Thessalonique, Patras et Héraklion. La plus importante d'entre elles, organisée à Athènes, a connu une participation record en 2015, avec la présence notable de nombreuses personnalités publiques, dont le président du Parlement hellénique et le maire d'Athènes.

## Vie intellectuelle

### Philosophie, science et mathématiques

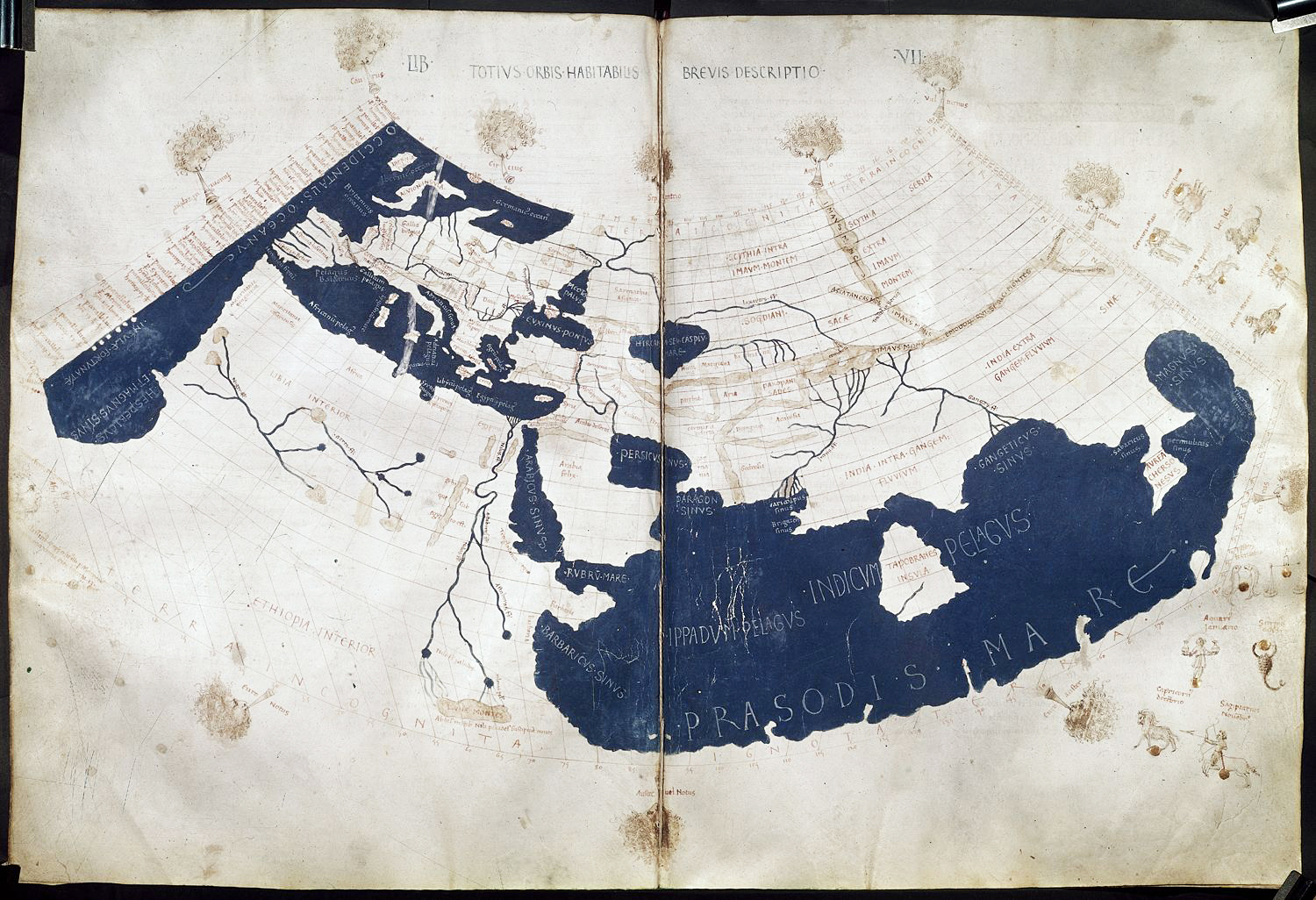
Carte du monde de Ptolémée (reproduction du XVe siècle)

Les travaux de Socrate, Platon, Aristote et d'autres philosophes influencèrent les pensées de l'Antiquité.
En médecine, le serment d'Hippocrate est prêté par les médecins avant de commencer à exercer. Ce serment fut institué par Hippocrate, qui est souvent considéré comme le père de la médecine. Les médecins Hérophile et Paulus Aegineta furent quant à eux des pionniers dans l'étude de l'anatomie, alors que Dioscoride écrivit un grand ouvrage de pharmacologie.
Thalès de Milet est considéré par beaucoup comme étant le père de la science ; il fut le premier philosophe grec à donner au monde physique des causes naturelles plutôt que surnaturelles. Pythagore fut un mathématicien grec connu comme le « père des nombres » ; on pense qu'il fut le premier à déterminer les ratios numériques à la base de la gamme musicale, et on lui attribue également le Théorème de Pythagore. Diophante d'Alexandrie est parfois appelé le « père de l'algèbre », et une grande partie de la géométrie moderne est basée sur les travaux d'Euclide. Ératosthène fut un des premiers géographes scientifiques, calculant la circonférence de la Terre et réalisant des cartes basées sur des principes scientifiques. Hipparque est considéré comme le plus grand astronome de l'Antiquité, et fut probablement le premier à développer une méthode précise de prévision des éclipses solaires.
Aristarque de Samos fut le premier astronome à proposer un modèle héliocentrique du système solaire, bien que le modèle géocentrique de Ptolémée fut largement accepté jusqu'au XIIe siècle. Ptolémée fit également des apports en cartographie et en optique. Archimède fut le premier à calculer la valeur de π et le premier à calculer une série géométrique. Il découvrit la poussée d'Archimède et inventa un outil servant à l'irrigation connut sous le nom de vis d'Archimède.
Parmi les contributions modernes de la Grèce à la science, on peut noter :
- Le professeur Ioannis H. Argyris, mathématicien grec et ingénieur,
- Constantin Carathéodory, mathématicien qui travailla sur l'analyse réelle et le calcul des variations, au début du XXe siècle,
- Fótis Kafátos, biologiste, président actuel du Conseil européen de la recherche,
- Dr Dimitris Nanopoulos, physicien renommé, ayant apporté des contributions en matière de physique des particules et de cosmologie.

### Littérature
Les plus anciennes œuvres de la tradition littéraire européenne sont les poèmes épiques d'Homère et d'Hésiode. Les œuvres poétiques de Sappho et Pindare ont quant à elles défini le genre lyrique tel qu'il est toujours pratiqué aujourd'hui dans la littérature occidentale. Quant à Ésope, il écrivit ses fables au VIe siècle av. J.-C.
En ce qui concerne le théâtre, Eschyle est à l'origine des bouleversements de la tragédie qui était une sorte de mélopée, où un seul personnage narrait ou mimait quelque exploit héroïque. Eschyle mit alors en scène deux acteurs et rendit possible le drame proprement dit. Sa trilogie l’Orestie est considérée comme son œuvre la plus aboutie.
Hérodote et Thucydide sont souvent crédités du développement de l'étude de l'Histoire, d'une manière philosophique, scientifique et littéraire.
Dans la littérature moderne grecque, on trouve d'éminents auteurs, tels que Georges Séféris, Odysséas Elýtis, tous deux prix Nobel de littérature. Níkos Kazantzákis et Vassílis Vassilikós sont également largement traduits. Parmi les poètes les plus connus, on notera Constantin Cavafy et Kóstas Karyotákis.

## Santé
- Santé, Santé publique, Protection sociale
- Système de santé de Grèce, Santé en Grèce (rubriques)
- Liste des pays par taux de tabagisme
- Liste des pays par taux de natalité
- Liste des pays par taux de suicide

## Sports
- Sport en Grèce, Sport en Grèce (rubriques)

- Sportifs grecs
- Sportives grecques
- Grèce aux Jeux olympiques

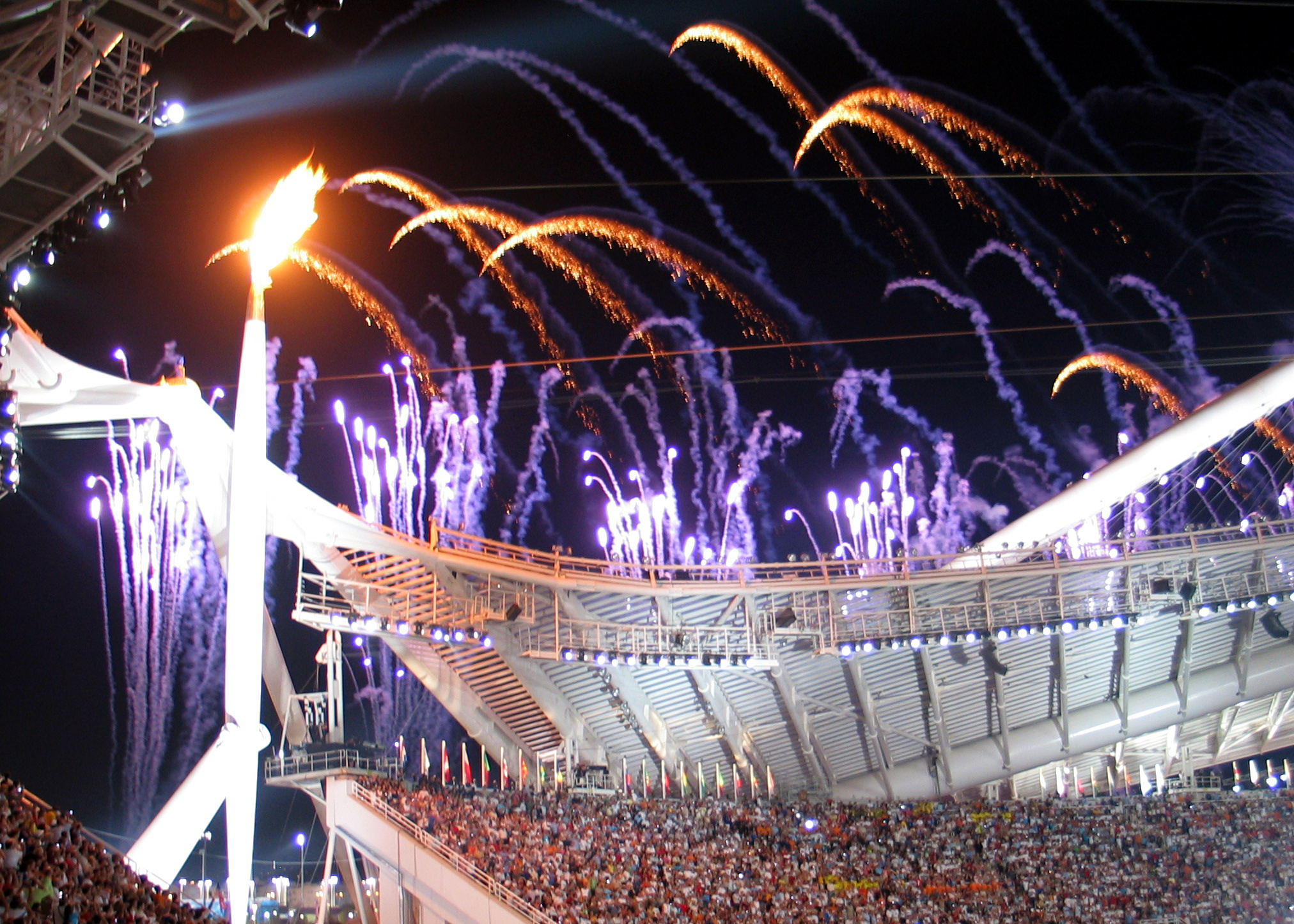
Cérémonie d'ouverture des Jeux olympiques de 2004 à Athènes.

Les Jeux panhelléniques, dont les Jeux olympiques, sont originaires de Grèce et centrés alors autour d'épreuves telles que la boxe, la lutte, la course de chars, le saut en longueur, le lancer du javelot et le lancer du disque.
Les premiers Jeux olympiques modernes eurent lieu à Athènes en 1896. En les accueillant de nouveau en 2004, Athènes devint alors la quatrième ville après Paris, Londres et Los Angeles à organiser deux fois les Jeux olympiques d'été. La Grèce a participé à l'ensemble des Jeux olympiques d'été ainsi que l'Australie, la France, la Grande-Bretagne et la Suisse.
Le football est un sport populaire en Grèce. L'équipe nationale grecque remporta l'Euro 2004 contre toute attente, en battant en finale le pays hôte : le Portugal. Parmi les clubs, on trouve l'AEK Athènes, l'Olympiakos, le Panathinaïkos et le PAOK Salonique.
Le basket-ball bénéficie également d'une forte popularité. L’équipe nationale, emmenée par Níkos Gális, a remporté le Championnat d'Europe masculin de basket-ball en 1987 à Athènes, contre l'Union soviétique. Elle a à nouveau remporté le trophée en 2005, à Belgrade, face à l'Allemagne.
Les clubs grecs comptent parmi les meilleurs de l'EuroLigue : le Panathinaïkos a été six fois champion d'Europe (1996, 2000, 2002, 2007, 2009 et 2011) ; l'Olympiakos a remporté le Championnat européen en 1997 et 2012. Le PAOK Salonique a remporté la Coupe des coupes en 1991 ainsi que la Coupe Korać en 1994.

## Média
- Média en Grèce, Média en Grèce (rubriques)
- Journalistes grecs
- Télécommunications en Grèce
- Censure en Grèce

### Presse écrite
- Radio en Grèce, Radio en Grèce (rubriques)
- Liste de journaux en Grèce
- Liste de magazines en Grèce (en)
- Liberté d'expression et de presse en Grèce

### Radio
- Radio en Grèce, Radio en Grèce (rubriques)
- List of radio stations in Greece (en)

### Télévision
- Télévision en Grèce, Télévision en Grèce (rubriques)
- Liste des chaînes de télévision en Grèce
- "Prosopa" Greek Television Awards (en)
- List of Greek television series (en)
- Nouvelle Radio-Internet-Télévision hellénique

### Internet (.gr)
- Internet en Grèce (en), Internet en Grèce (rubriques)

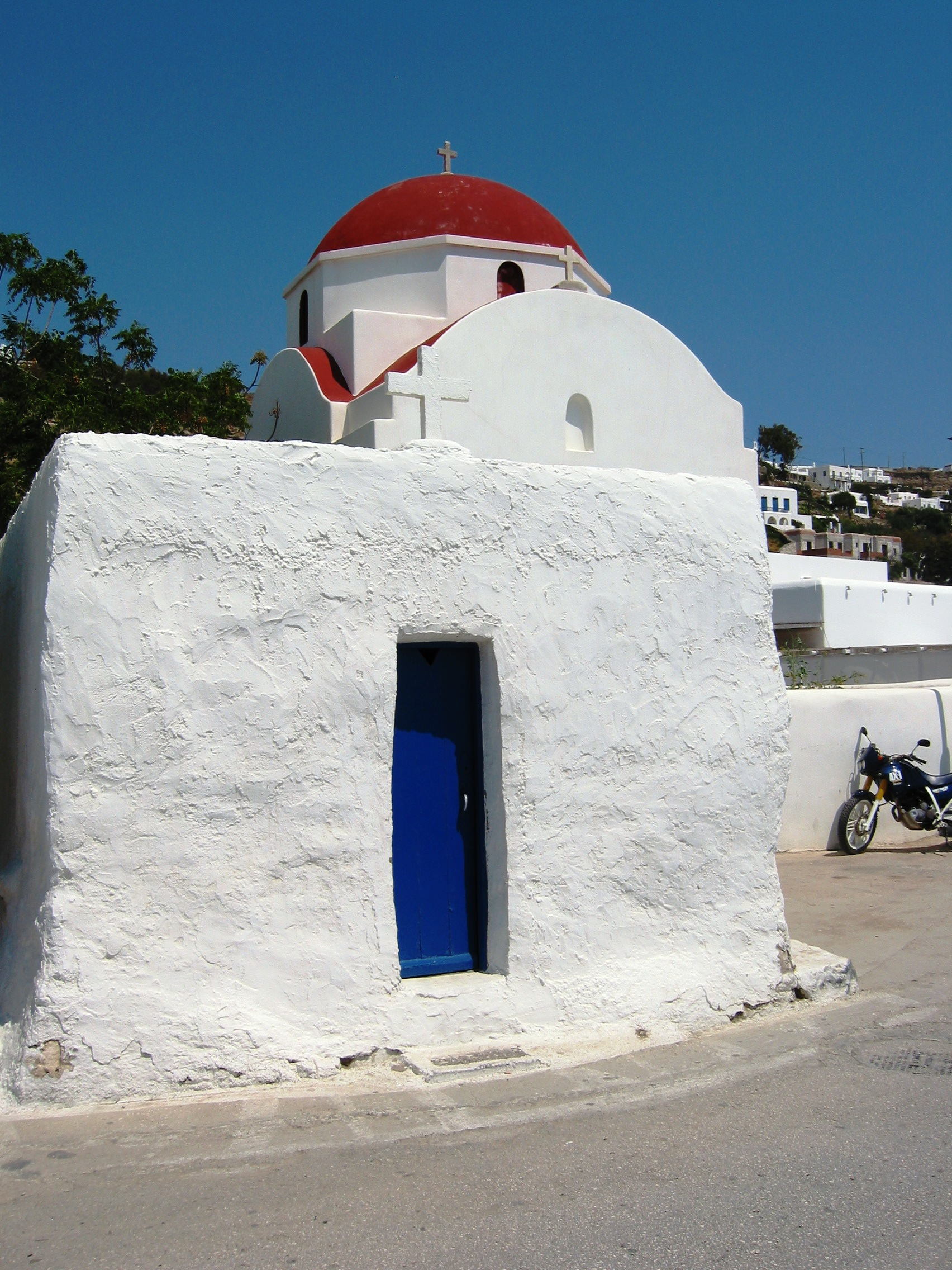
Chapelle à Mykonos

- Blogueurs grecs
- Sites web grecs
- Presse grecque en ligne[29],[30]
- Press Reader[31] (Bulac/Inalco)

## Artisanats
- Arts appliqués, Arts décoratifs, Arts mineurs, Artisanat d'art, Artisan(s), Trésor humain vivant, Maître d'art
- Artisanats par pays, Artistes par pays

Les savoir-faire liés à l’artisanat traditionnel relèvent (pour partie) du patrimoine culturel immatériel de l'humanité.
Mais une grande partie des techniques artisanales ont régressé, ou disparu, dès le début de la colonisation, et plus encore avec la globalisation, sans qu'elles aient été suffisamment recensées et documentées.

### Arts graphiques
- Calligraphie, Enluminure, Gravure, Origami

### Textiles
- Arts textiles, Fibre, Fibre textile, Design textile
- Mode, Costume, Vêtement, Confection de vêtement, Stylisme
- Technique de transformation textile, Tissage, Broderie, Couture, Tricot, Dentelle, Tapisserie,
- Couturiers grecs, Greek fashion designers (en)

### Cuir
- Maroquinerie, Cordonnerie, Fourrure

### Papier
- Papier, Imprimerie, Techniques papetières et graphiques, Enluminure, Graphisme, Arts graphiques, Design numérique

### Bois
- Travail du bois, Boiserie, Menuiserie, Ébénisterie, Marqueterie, Gravure sur bois, Sculpture sur bois, Ameublement, Lutherie

### Métal
- Métal, Sept métaux, Ferronnerie, Armurerie, Fonderie, Dinanderie, Dorure, Chalcographie

### Poterie, céramique, faïence
- Mosaïque, Poterie, Céramique, Terre cuite

### Verrerie d'art
- Art verrier, Verre, Vitrail, Miroiterie

### Joaillerie, bijouterie, orfèvrerie
- Lapidaire, Bijouterie, Joaillerie, Horlogerie, Orfèvrerie

### Espace
- Architecture intérieure, Décoration, Éclairage, Scénographie, Marbrerie, Mosaïque
- Jardin, Paysagisme

## Art et architecture
- Catégorie:Architecture en Grèce
- Catégorie:Urbanisme en Grèce

### Antiquité
L'art et l'architecture de la Grèce antique ont largement influencé l'art occidental bien que seuls des fragments de l'art de la Grèce antique nous soient parvenus, le plus souvent sous la forme de sculptures, d'ensembles architecturaux, de poteries. L'art byzantin joua un rôle important également, et reste influent chez les nations orthodoxes de l'Est de l'Europe.

#### Architecture antique
Les Grecs de l'Antiquité élaborèrent différents styles architecturaux : l'ordre dorique, sobre et massif, et l'ordre ionique, plus raffiné. L'ordre ionique évolue par la suite en ordre corinthien. Les temples antiques de l'Époque classique, rectangulaires, entourés de colonnades et surmontés d'un fronton triangulaire étaient construits de marbre ou de calcaire. Il reste encore à ce jour un style très populaire. Alors que l'arche était une construction familière aux Grecs, elle ne fut pas autant utilisée que chez les Romains. Parmi les exemples d'architecture grecque on trouve le Parthénon et l'Érechthéion à Athènes.

#### Peintures et sculptures antiques

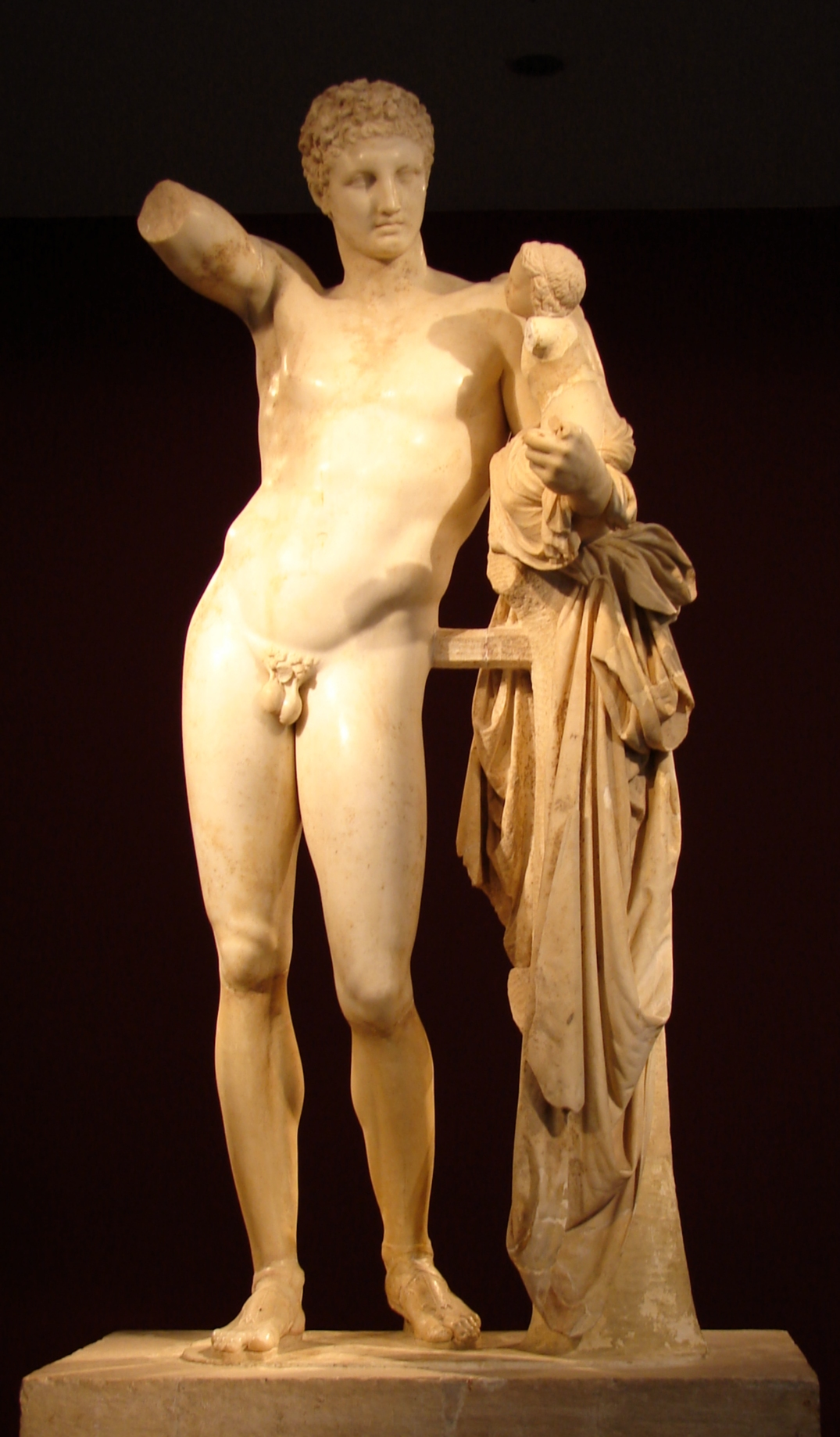
Statue d'Hermès transportant Dionysos enfant, attribuée à Praxitèle

Peu de peintures grecques antiques nous sont parvenues. Les peintres grecs peignaient principalement sur des panneaux de bois, et les plus beaux travaux étaient encore admirés plusieurs siècles après leur création. Cependant, ces peintures disparurent en nombre après le IVe siècle, lorsqu'elles ne furent plus protégées de façon adéquate. En plus de quelques copies romaines, par exemple à Pompéi, de rares vestiges ont été trouvés dans les tombes des rois de Macédoine à Vergina, à Lefkadia (Macédoine également), ainsi qu'à Kazanlak dans l'ancienne Thrace.
Les exemples de sculptures ayant résisté au temps sont plus communs, en particulier les œuvres de maîtres tels que Phidias et Praxitèle. Ces artistes et leurs disciples ont souvent été copiés par les Romains. Cependant les chrétiens des IVe et Ve siècles virent la destruction des idoles païennes comme un acte de piété. De nombreuses sculptures de marbre furent brûlées pendant le Moyen Âge pour en faire de la chaux et récupérer le métal pour le faire fondre et l'utiliser autrement. Les statues qui échappèrent à cette destruction furent celles protégées, soit qu’elles étaient enfouies, oubliées, ou pour les statues de bronze, perdues en mer.

### Art byzantin
Pendant la période byzantine, l’art religieux est le thème central, avec d'imposantes mosaïques et icônes ornant les bâtiments religieux.

### Renaissance et Temps modernes

Le Greco, 'Le Gentilhomme à la main sur la poitrine (1580)

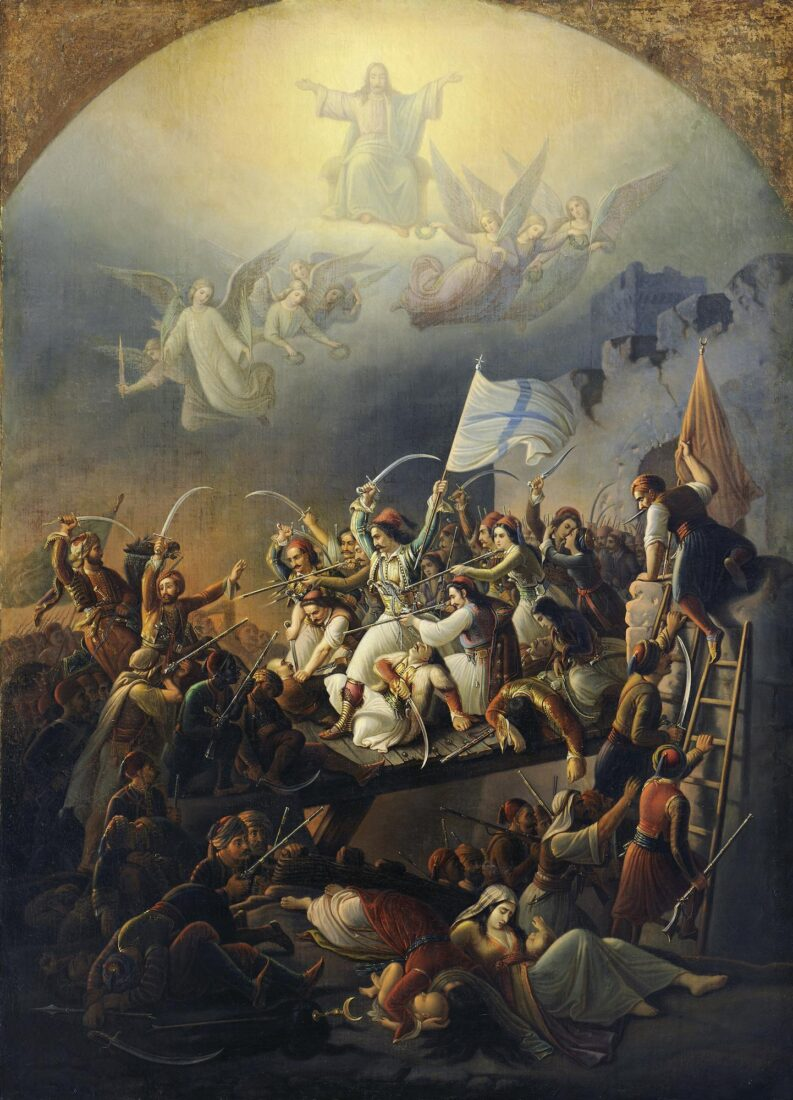
Le Siège de Missolonghi, Theodoros P. Vryzakis (1855)

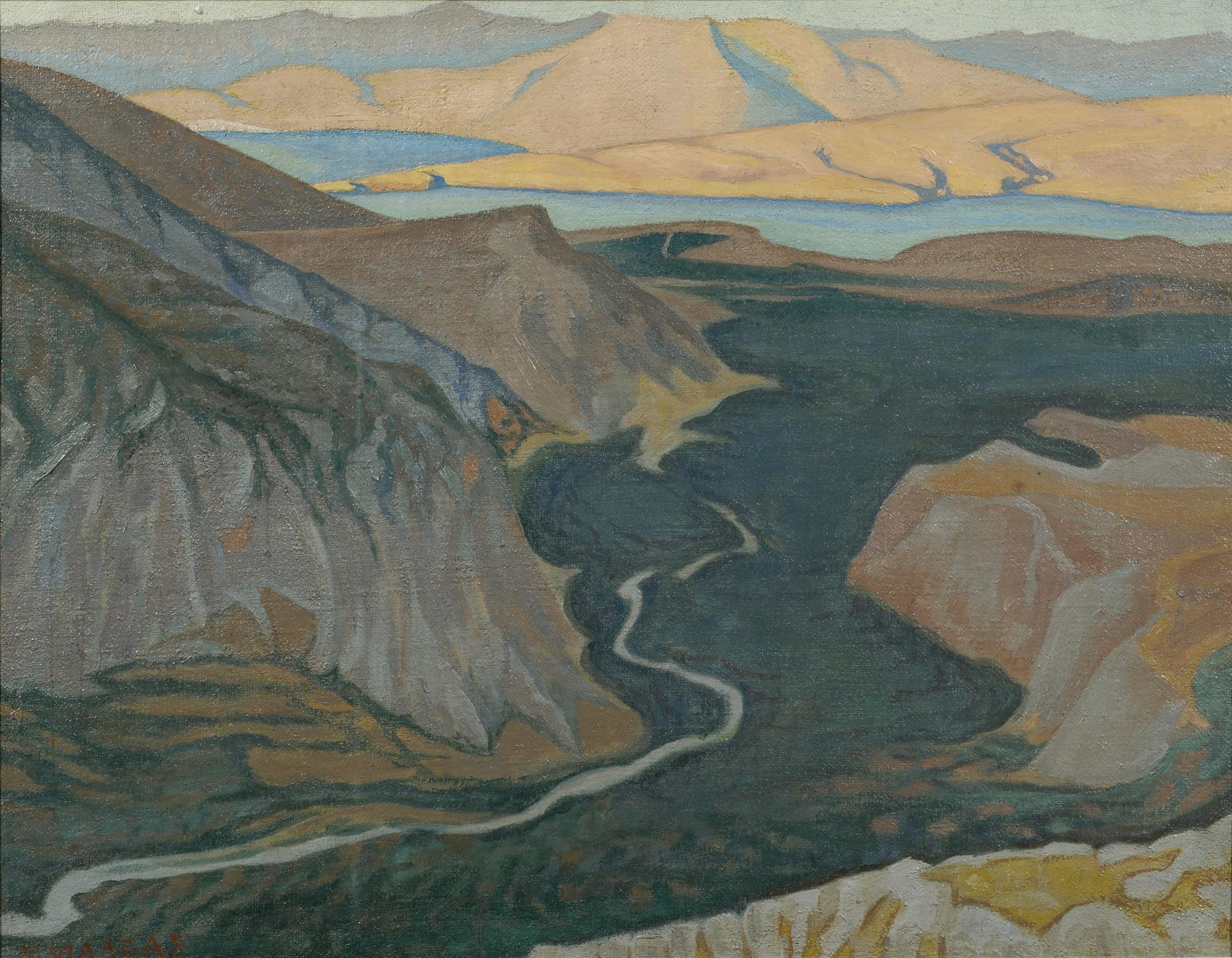
Konstantínos Maléas, Delphes (1922)

L’artiste de la Renaissance, Le Greco répond à l’art maniériste byzantin du XVIe siècle, créant des peintures et des sculptures aux formes et couleurs qui inspirèrent les artistes du XXe siècle tels que Pablo Picasso ou Jackson Pollock.
Du début du XIXe siècle à nos jours, les peintres grecs ont eu une création qui a oscillé entre l'influence occidentale (Munich pour Nikolaos Gysis par exemple ou Paris principalement) et la revendication d'une spécificité nationale et culturelle. Les grands mouvements picturaux mondiaux se retrouvent dans la peinture grecque (classicisme, impressionnisme, fauvisme, abstraction ou recherche ultracontemporaine) mais s'affirment aussi des influences spécifiques (icônes byzantines ou orientalisme). Les sujets sont grecs (guerre d'indépendance pour Theodoros P. Vryzakis par exemple ou paysages méditerranéens chez Constantinos Maleas) mais aussi ceux qu'on pourrait trouver ailleurs en Europe (marines ou portraits bourgeois).

## Arts visuels
- Arts visuels, Arts plastiques
- Art en Grèce, Art en Grèce (rubriques)
- Artistes grecs
- Artistes contemporains grecs
- Musées d'art en Grèce
- Écoles d'art en Grèce

### Dessin
- Gravure par pays, Gravure grecque, graveurs grecs
- Dessinateurs grecs
- Dessinateurs grecs de bande dessinée
- Auteurs grecs de bande dessinée
- Illustrateurs grecs
- Affichistes grecs
- Calligraphes grecs
- Enlumineurs grecs

### Peinture
- Peinture, Peinture par pays, Peinture par pays
- Peintres grecs
- Liste alphabétique de peintres grecs (en)
- Peintres grecs par siècle (en) (XIIe siècle-XXIe siècle)
- Peintres grecs aux XIXe et XXe siècles
- Tableaux de peintres grecs
- Iconographie chrétienne, Histoire de l'icône byzantine et orthodoxe (IIe siècle-XVe siècle)
- Icône (religion), Période iconoclaste de l'Empire byzantin (726-843)
- École crétoise d'iconographie post-byzantine  (XVe siècle-XVIIe siècle, Crète)
- École de l'Heptanèse d'iconographie (XVIIe siècle-XIXe siècle, îles Ioniennes)

### Sculpture
- Sculpture, Catégorie:Sculpture par pays
- Sculpture grecque antique
- Sculpture hellénistique
- Sculpture grecque (rubriques)
- Sculpteurs grecs

### Architecture
- Architecture par pays

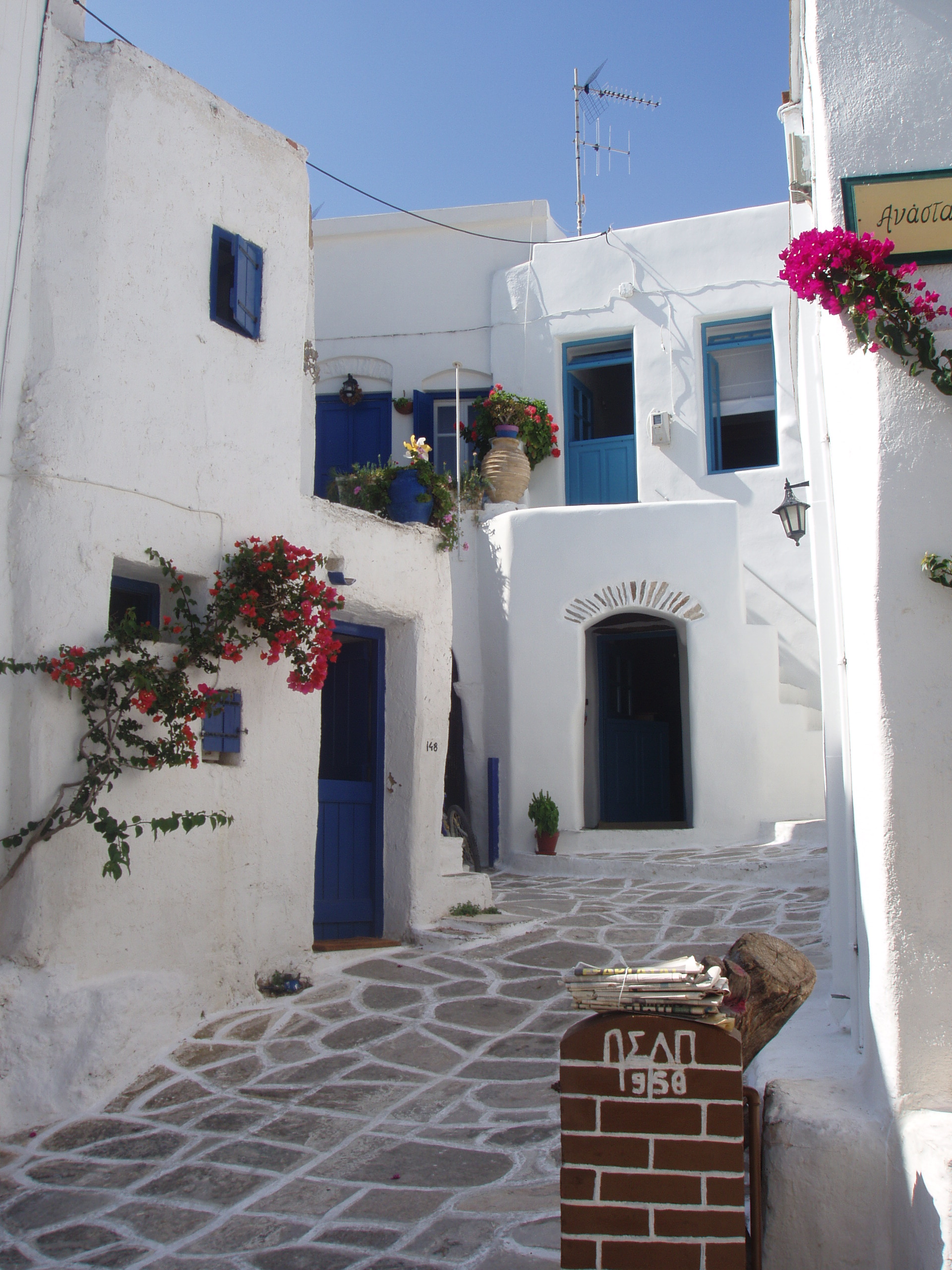
Maison à Paros

- Architecture grecque moderne, Architecture en Grèce (rubriques)
- Monuments en Grèce
- Architectes grecs
- Urbanisme en Grèce (rubriques)
- Architecture cycladique
- Architecture de la Grèce antique

### Photographie
- Photographie en Grèce
- Photographes grecs

### Graphisme
- Graphistes grecs

## Arts du spectacle
- Spectacle vivant, Performance, Art sonore
- Art de performance en Grèce

### Musique

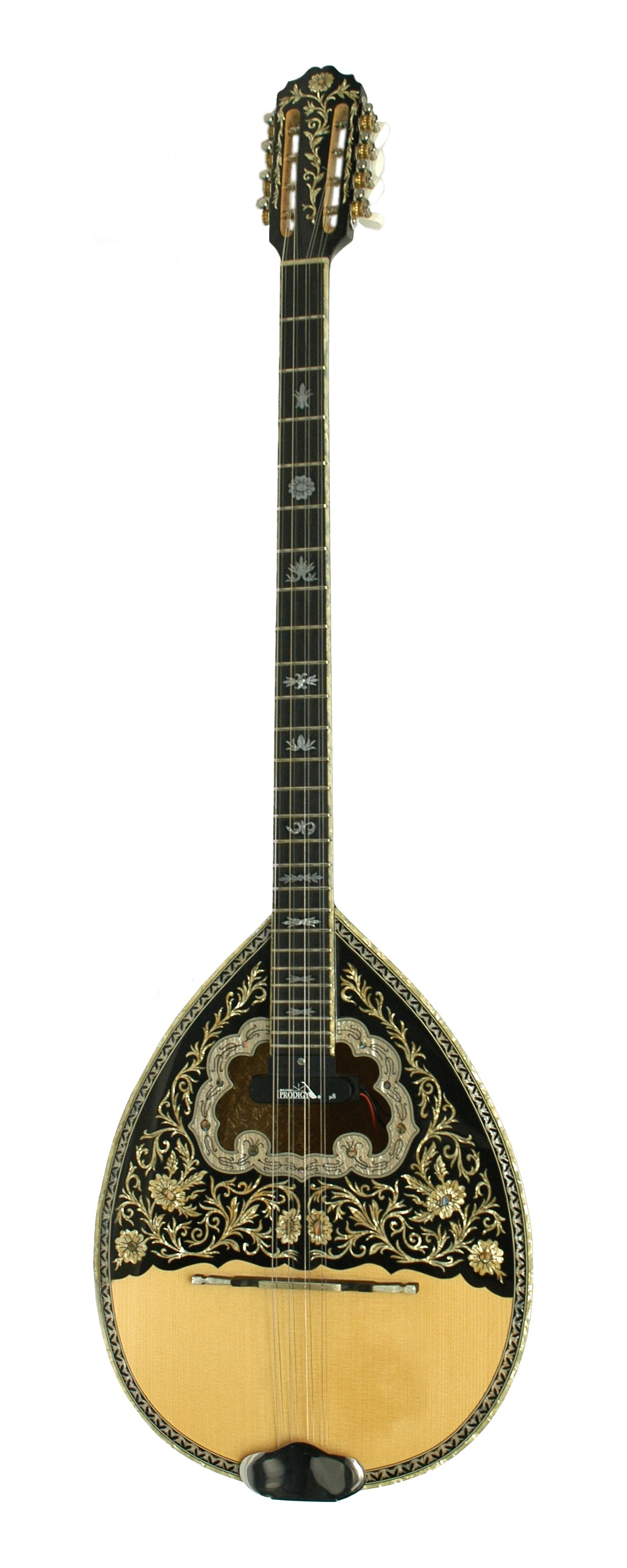
Un bouzouki moderne.

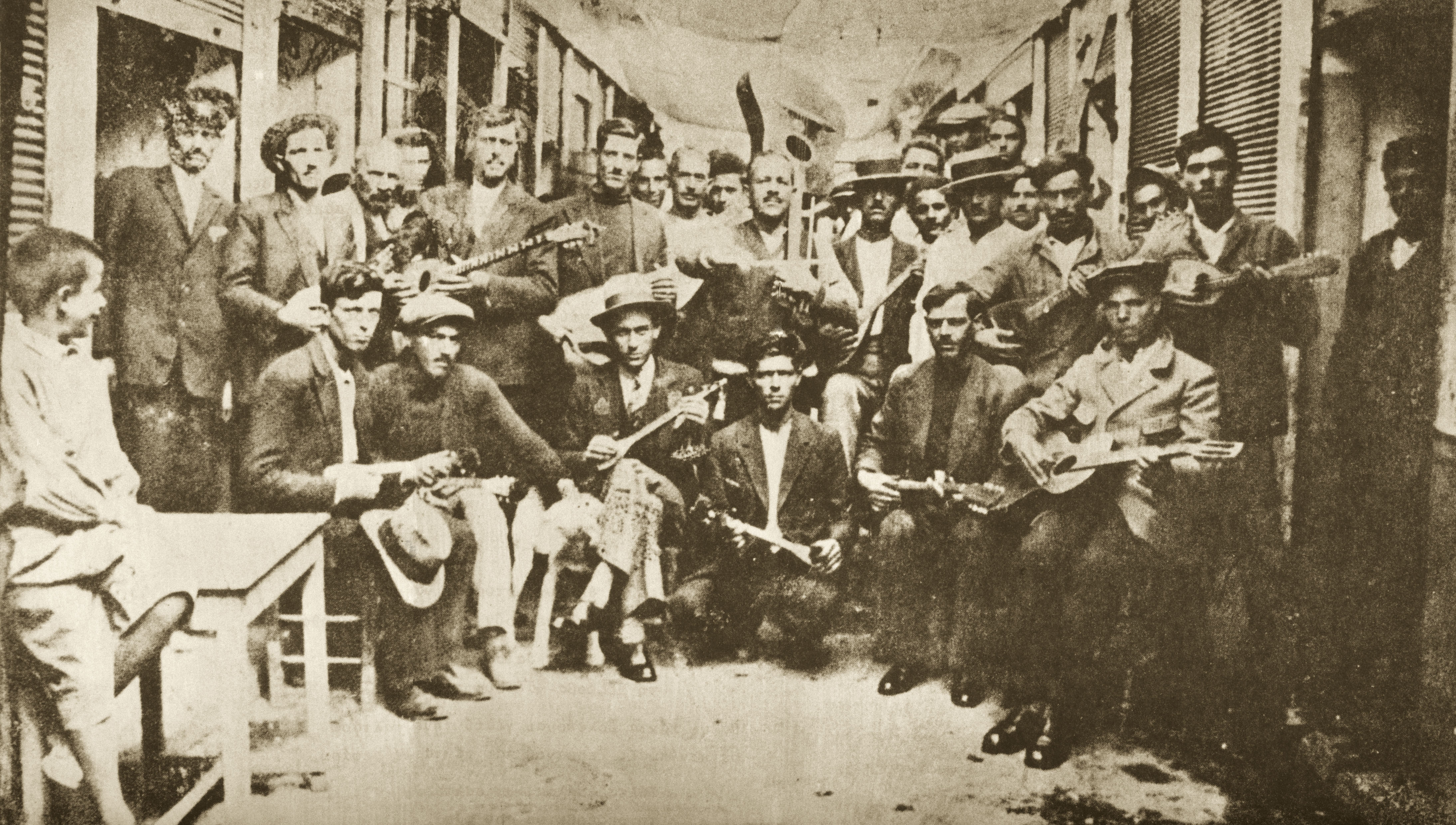
Rebetiko, 1933

- Musique par pays, Musique improvisée, Improvisation musicale
- Musique grecque, Musique grecque (rubriques)
- Musique traditionnelle grecque (en)
- Musique crétoise, Musique de Grèce macédonienne (en)
- Musique de Chypre
- Musiciens grecs, Compositeurs grecs
- Chanteurs grecs, Chanteuses grecque
- Écoles de musique par pays, École de musique en Grèce
- Œuvres d'un compositeur grec, Opéras grecs
- Musique traditionnelle, classique, contemporaine, populaire / urbaine
- Salles de spectacle musical
- Orchestres
- Festivals de musique en Grèce
- Récompenses de musique en Grèce

Le terme « musique grecque » recouvre des styles divers, dont l'histoire et les influences diffèrent selon les régions et les genres musicaux qui sont apparus en Grèce. Elle puise à la fois dans des éléments autochtones et dans son histoire partagée avec différents occupants (Italiens et peuples de l'empire byzantin et de l'empire ottoman principalement).
Les chansons populaires traditionnelles varient ainsi selon leur lieu d’origine et différentes régions possèdent une tradition musicale bien distincte.
Le rebetiko est une forme de musique populaire urbaine dont l’instrument caractéristique est le bouzouki. Ce style est étroitement lié aux réfugiés grecs venus d'Asie mineure dans le premier quart du XXe siècle et a fortement influencé la musique populaire d'après-guerre.
Les troupes de danse populaire sont très présentes et profondément enracinées dans la culture grecque. Il en existe quelque cinq cent quatre-vingts, surtout en Épire.
Parmi les musiciens modernes, on trouve Kháris Alexíou, Maria Callas, Míkis Theodorákis, Vangelis, Demis Roussos, Nana Mouskouri, Sákis Rouvás, Ánna Víssi,Élena Paparízou, etc.

### Danse

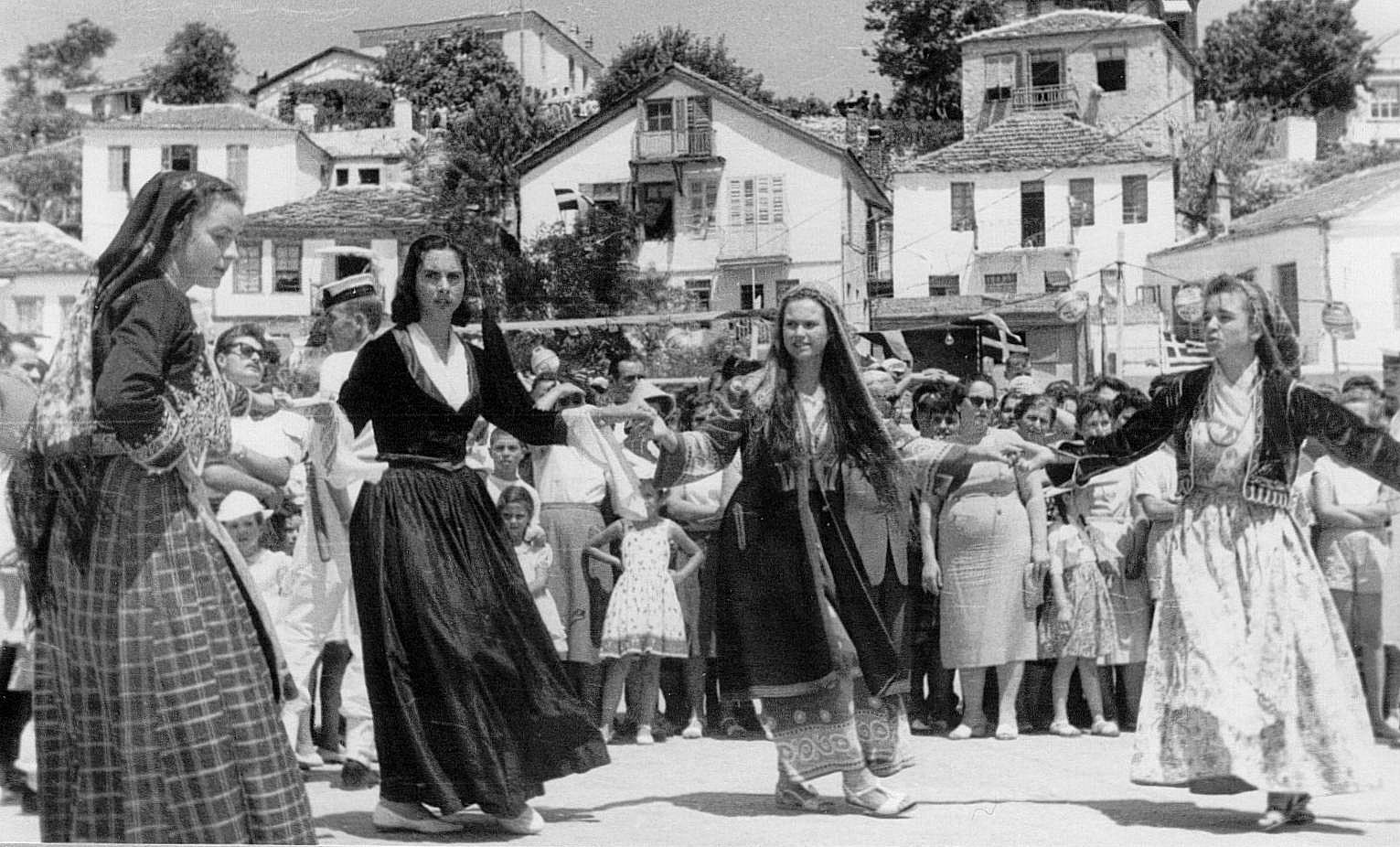
Danse grecque, Thasos, 1958

- Danse en Grèce (de), Danse en Grèce (rubriques)
- Liste de danses
- Liste de(s) danses nationales (en)
- Liste de danses populaires, ethniques, régionales par origine (en)
- Danse traditionnelle, moderne contemporaine
- Danseurs grecs, Danseuses grecques
- Liste de compagnies de danse et de ballet
- Danse contemporaine
- Liste de chorégraphes contemporains, Chorégraphes grecs
- Festivals de danse en Grèce : VideoDance Festival, Greece (en)
- Récompenses de danse en Grèce
- Compagnies de danse contemporaine
- Patinage artistique en Grèce
- Christian Poché, Dictionnaire des musiques et danses traditionnelles de la Méditerranée, Fayard, 2005.
- Dóra Strátou, Les danses grecques, lien vivant avec la Grèce de l'Antiquité, Athènes, 1967

### Théâtre

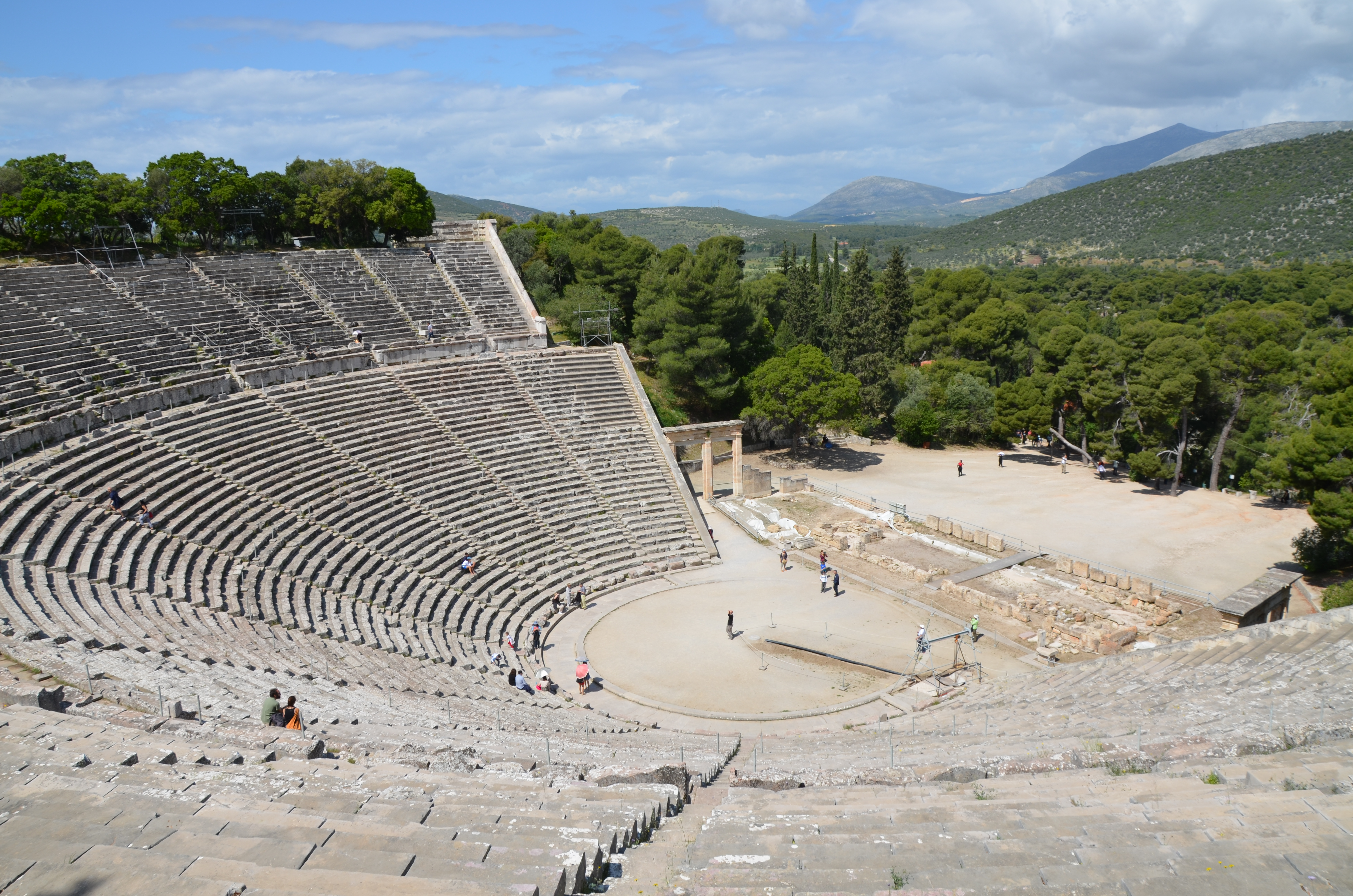
Grand théâtre d'Épidaure

- Improvisation théâtrale, Jeu narratif
- Théâtre national de Grèce (1880), Opéra national de Grèce (1939)
- Théâtre en Grèce, Théâtre grec (rubriques)
- Théâtre grec antique, Liste de théâtres grecs antiques
- Théâtre grec moderne (en)
- École d'art dramatique du Théâtre national de Grèce (en) (1930)
- Festival d'Athènes-Épidaure (1955), Festival Aeschylia (en) (Éleusis, 1975)
- Dramaturges grecs
- Metteurs en scène grecs
- Pièces de théâtre grecques
- Opéras grecs
- Liste de films sur le théâtre grec antique (en)
- Troupes de théâtre
- Festivals de théâtre
- Récompenses de théâtre

### Autres scènes: marionnettes, mime, pantomime, prestidigitation
Les arts mineurs de scène, arts de la rue, arts forains, cirque, théâtre de rue, spectacles de rue, arts pluridisciplinaires, performances manquent encore de documentation pour le pays…
Pour le domaine de la marionnette, on relève : Arts de la marionnette en Grèce, sur le site de l'Union internationale de la marionnette UNIMA).
- Marionnettistes grecs
- Carnavals en Grèce : Apokriá, dont Carnaval de Patras (en),Carnaval de Xanthi (en)

### Cinéma
- Cinéma grec, Cinéma grec (rubriques)
- Animation par pays, Cartoon
- Réalisateurs grecs, Scénaristes grecs, Monteurs grecs
- Acteurs grecs, Actrices grecques
- Films grecs, Films documentaires grecs, Films d'animation grecs
- Liste de films grecs (en)
- Festivals de cinéma, Festival international des films grecs
- Récompenses de cinéma

### Autres
- Vidéo, Jeux vidéo, Art numérique, Art interactif
- Culture alternative, Culture underground
- Liste de jeux vidéo développés en Grèce

## Tourisme
- Tourisme en Grèce, Tourisme en Grèce (rubriques)
- Sur WikiVoyage
- Conseils aux voyageurs pour la Grèce :
  - France Diplomatie.gouv.fr
  - Canada international.gc.ca
  - CG Suisse eda.admin.ch
  - USA US travel.state.gov

## Patrimoine

### Musées
- Liste de musées en Grèce
- Catégorie:Musée archéologique en Grèce
- Catégorie:Musée d'art en Grèce

### Liste du Patrimoine mondial
Le programme Patrimoine mondial (UNESCO, 1971) a inscrit dans sa liste du Patrimoine mondial : Liste du patrimoine mondial en Grèce.

### Liste représentative du patrimoine culturel immatériel de l’humanité
Le programme Patrimoine culturel immatériel (UNESCO, 2003) a inscrit :
- 2022 : Les fêtes du 15 août (Dekapentavgoustos) dans deux communautés montagnardes du nord de la Grèce : Tranos Choros (en) (la grande danse) à Vlásti et le Festival de Syrráko[33]
- 2019 :
  - Le chant byzantin (Chypre et Grèce)[34]
  - La transhumance, déplacement saisonnier de troupeaux le long des routes migratoires en Méditerranée et dans les Alpes (Autriche, Grèce et Italie)[35]
- 2018 : L'art de la construction en pierre sèche : savoir-faire et techniques (Croatie, Chypre, France, Grèce, Italie, Slovénie, Espagne et Suisse)[36]
- 2017 : Le rebétiko[37]
- 2016 : La Momoeria, fêtes du Nouvel An dans huit villages de la région de Kozani, en Macédoine occidentale (Grèce)[38]
- 2015 : Le savoir-faire artisanal tiniote du marbre[39]
- 2014 : Le savoir-faire de la culture du mastiha à l’île de Chios[40]
- 2013 : La diète méditerranéenne (Chypre, Croatie, Espagne, Grèce, Italie, Maroc et Portugal)[41]

### Registre des meilleures pratiques de sauvegarde
Le Registre des meilleures pratiques de sauvegarde (UNESCO, 2003) a inscrit :
- 2020 : La Caravane polyphonique, recherches, sauvegarde et promotion du chant polyphonique de l'Épire[42]

### Registre international Mémoire du monde
Le programme Mémoire du monde (UNESCO, 1992) a inscrit dans son registre international Mémoire du monde (au 10/01/2016) :
- 2015 : Le papyrus de Derveni : le plus ancien « livre » de l’Europe[43]

### Filmographie
- Trois jours en Grèce, film de Jean-Daniel Pollet, POM Films, Montreuil, 2013, 3 h 36 min (DVD)